# レネシュタット
レネシュタット (ドイツ語: Lennestadt, ドイツ語発音: [ˈlɛnəʃtat]) は、ドイツ連邦共和国ノルトライン＝ヴェストファーレン州アルンスベルク行政管区のオルペ郡に属す市である。ザウアーラントに位置するこの街は、1969年7月1日の自治体再編によって成立し、これに伴って廃止されたアムト・ビルシュタインの権利継承者である。郡内で最も人口の多いこの街は43の地区からなっている。
この地域に最初に定住がなされたのはラ・テーヌ時代初期にまで遡る。1861年に最初の鉄道路線が開通して以後、徹底的な構造転換がなされた。金属加工業者が現在のレネシュタットの市域内に設立され、鉱業も鉄道によって利益を得た。被雇用者の 50 % 以上が製造業に就いている。観光業も重要な経済分野である。

## 地理
レネシュタットは、ザウアーラント＝ロタール山地自然公園の中に位置しており、ルール川の支流であるレネ川が東から北西に向かって流れている。アルテンフンデム市区でレネ川に左岸から合流するフンデム川の他に、エルスペバッハ川とファイシェーデ川が大きな支流であり、グレーヴェンブリュックでレネ川に注いでいる。
レネシュタットの市域は、北緯 51°03′ から 51°12′、東経 7°58′ から 8°15′ に位置している。北東から南西の最大幅は約 19 km、東西の最大幅は約 20 km である。
市内の最高地点はミルヒェンバッハ近郊のヘルトラーで海抜 756 m、最低地点はレネ川のフィネントロプとの市境にあたる地点で 239 m である。

### 隣接する市町村
レネシュタットは、北はフィネントロプおよびエスローエ（ホーホザウアーラント郡）、東はシュマレンベルク（ホーホザウアーラント郡）およびバート・ベルレブルク（ジーゲン＝ヴィトゲンシュタイン郡）、南はキルヒフンデム、西はオルペおよびアッテンドルンと境を接している。

### 土地利用
レネシュタットの面積は、2015年末時点で 135.59 km2 である。森林がその 65.8 % を占める。農業用地は 19.9 % である。残りは、交通用地 (5.9 %)、住宅地およびそれに付随する空き地や産業用地 (6.5 %)、スポーツおよびレジャー用地 (0.7 %)、その他 (1.3 %) である。ザウアーラントでは珍しくないが、レネシュタットの多くの部分が森林である。

### 地質学
レネシュタットを含むザウアーラントは、ライン・シーファー山地の一部である。市内で見られる岩石の多くは、4億年前から3億3500万年前のデボン紀初期から石炭紀初期に形成されたものである。当時この地域全体が海に覆われていた。最も多く分布する岩石は、粘板岩、石灰を含むシルト岩、粒の細かい砂岩、硬砂岩、ほとんど珪化した石灰岩および粘土岩である。古生代に岩が堆積する間に鉱石が溶解した熱水溶液が堆積物の間に浸透し、メッゲンやハルバーブラハトで採掘されるような、SEDEX型の層状の鉛-亜鉛鉱床が形成された。3億5000万年前から3億年前の石炭紀後期には、この地域はバリスカン造山運動に巻き込まれた。これにより水平に層をなしていた地層は褶曲し、一部は衝上断層となった。市域の堆積物の大部分は現在、メッゲナー・ムルデとして構造地質学的に研究がなされている。その後バリスカン造山運動で形成された山地は、準平原となった。ザウアーラントの丘陵は、第三紀および第四紀のライン・シーファー山地の隆起によって形成された。これは地質学的には最も新しく、260万年前に始まり、現在に至る。新たに風景に加わった小川が山地を深く刻み込んだ。たとえば、山の斜面に河岸段丘を形成したレネ川の流れにその痕跡を見ることができる。
デボン紀中期末のマッセンカルクに数多くの洞窟が造られた。これはシュポルケ地区やヘスペッケ地区で見られる。シュポルケでは現在、モナルヒェン洞窟の再自然化が行われている。
メッゲン地区では、2011年に掌くらいの大きさの貝の化石が発見された。LWL-自然博物館で鑑定した結果、約4億年前のデボン紀のいわゆる Skulptursteinkern と結論づけられた。この化石は2011年11月22日に周囲の岩が削り取られ、LWL-博物館でさらなる分析がなされている。

レネシュタットの集落地図

### 市の構成
レネシュタット市には 43の地区がある。本市は、1969年7月1日にオルペ郡の地域再編に伴って、それまで独立した町村であったエルスペ、グレーヴェンブリュック、キルヒファイシェーデ、エーディンゲン、ザールハウゼン、およびキルヒフンデムのアルテンフンデム集落が合併して成立した。1975年の地域再編で、レネからミルヒェンバッハ地区がこれに加わった。両地域再編により街の境界は変更され、いくつかの集落が隣接市町村に移管された。
こうした再編は、個々の自治体の構造が、経済や企業の成長に対応できなくなっていたため行われた。また、新たな住宅地が建設されたことで、いくつかの集落では互いの交流が密になってもいた。困難な政治的駆け引きの末、アルテンフンデムが都市開発計画の中心かつ重点と定められた。
行政機関が単一集中化されたにもかかわらず、旧町村は集落の開発計画に関与する独立性を保っている。
以下の集落がレネシュタット市に属している。
| - アルテンフンデム - アルテンヴァルベルト - ビルシュタイン - ボンツェル - ボンツェラーハンマー - ブレンシェーデ - ブルーフハウゼン - ブルベッケ - アインジーデライ - エルスペ - エルスパーフーゼン | - エルネストゥス - ゲルマニアヒュッテ - グライアーブリュック - グレーヴェンブリュック - ハッヒェン - ハルバーブラハト - ハウス・ヒルメッケ - ハウス・ヴァルベルト - ヘングステベック - ヘスペッケ - キッケンバッハ | - キルヒファイシェーデ - ランゲナイ - マウムケ - メッゲン - メルベッケ - ミルヒェンバッハ - ノイカンプ - オーバーエルスペ - オーバーメルベッケ - オーバーヴァルベルト - エーディンゲン | - エーディンガーベルク（旧ベルゲ） - エーディンガーミューレ - ザールハウゼン - シュメレンベルク - シュポルケ - シュテッペル - シュテルメッケ - テーテン - トロッケンブリュック - ヴァイセンシュタイン |

### 気候
レネシュタット市は温帯気候に属している。平均最高気温は7月/8月の 22℃である。最低気温は1月/2月に観察され、平均 -3℃である。他の月および年間平均を以下の表に示す:
| キルヒフンデムの気候                                                 | キルヒフンデムの気候 | キルヒフンデムの気候 | キルヒフンデムの気候 | キルヒフンデムの気候 | キルヒフンデムの気候 | キルヒフンデムの気候 | キルヒフンデムの気候 | キルヒフンデムの気候 | キルヒフンデムの気候 | キルヒフンデムの気候 | キルヒフンデムの気候 | キルヒフンデムの気候 | キルヒフンデムの気候 |
| 月                                                                   | 1月                  | 2月                  | 3月                  | 4月                  | 5月                  | 6月                  | 7月                  | 8月                  | 9月                  | 10月                 | 11月                 | 12月                 | 年                   |
| -------------------------------------------------------------------- | -------------------- | -------------------- | -------------------- | -------------------- | -------------------- | -------------------- | -------------------- | -------------------- | -------------------- | -------------------- | -------------------- | -------------------- | -------------------- |
| 最高気温記録 °C （°F）                                               | 12 (54)              | 15 (59)              | 21 (70)              | 26 (79)              | 30 (86)              | 33 (91)              | 34 (93)              | 35 (95)              | 28 (82)              | 24 (75)              | 16 (61)              | 12 (54)              | 35 (95)              |
| 平均最高気温 °C （°F）                                               | 2 (36)               | 3 (37)               | 8 (46)               | 13 (55)              | 17 (63)              | 20 (68)              | 22 (72)              | 22 (72)              | 17 (63)              | 12 (54)              | 6 (43)               | 3 (37)               | 12.1 (53.8)          |
| 日平均気温 °C （°F）                                                 | 0.3 (32.5)           | 1.1 (34)             | 3.6 (38.5)           | 6.8 (44.2)           | 11.6 (52.9)          | 14.7 (58.5)          | 16.0 (60.8)          | 15.5 (59.9)          | 12.6 (54.7)          | 9.0 (48.2)           | 4.3 (39.7)           | 1.5 (34.7)           | 8.08 (46.55)         |
| 平均最低気温 °C （°F）                                               | −3 (27)              | −3 (27)              | 0 (32)               | 4 (39)               | 8 (46)               | 10 (50)              | 13 (55)              | 12 (54)              | 10 (50)              | 6 (43)               | 1 (34)               | −2 (28)              | 4.7 (40.4)           |
| 最低気温記録 °C （°F）                                               | −23 (−9)             | −26 (−15)            | −17 (1)              | −10 (14)             | −4 (25)              | 3 (37)               | 4 (39)               | 5 (41)               | 1 (34)               | −9 (16)              | −15 (5)              | −27 (−17)            | −27 (−17)            |
| 降水量 mm （inch）                                                   | 103.3 (4.067)        | 74.3 (2.925)         | 88.2 (3.472)         | 73.8 (2.906)         | 75.9 (2.988)         | 95.6 (3.764)         | 95.7 (3.768)         | 83.3 (3.28)          | 75.2 (2.961)         | 76.6 (3.016)         | 97.2 (3.827)         | 112.4 (4.425)        | 1,051.5 (41.399)     |
| 平均降雪日数 （≥0.2 cm）                                             | 9                    | 7                    | 4                    | 0                    | 0                    | 0                    | 0                    | 0                    | 0                    | 1                    | 4                    | 8                    | 33                   |
| 出典1：日平均気温、降水量: ドイツ気象庁 - ドイツの気象データ 1961-90 |                      |                      |                      |                      |                      |                      |                      |                      |                      |                      |                      |                      |                      |
| 出典2：上記以外: WetterKontor                                        |                      |                      |                      |                      |                      |                      |                      |                      |                      |                      |                      |                      |                      |

気温は、真夏には 30℃を超えることが数日あり、真冬には時々 -20℃付近あるいはこれを下回ることがある。

## 歴史

### 古代から中世

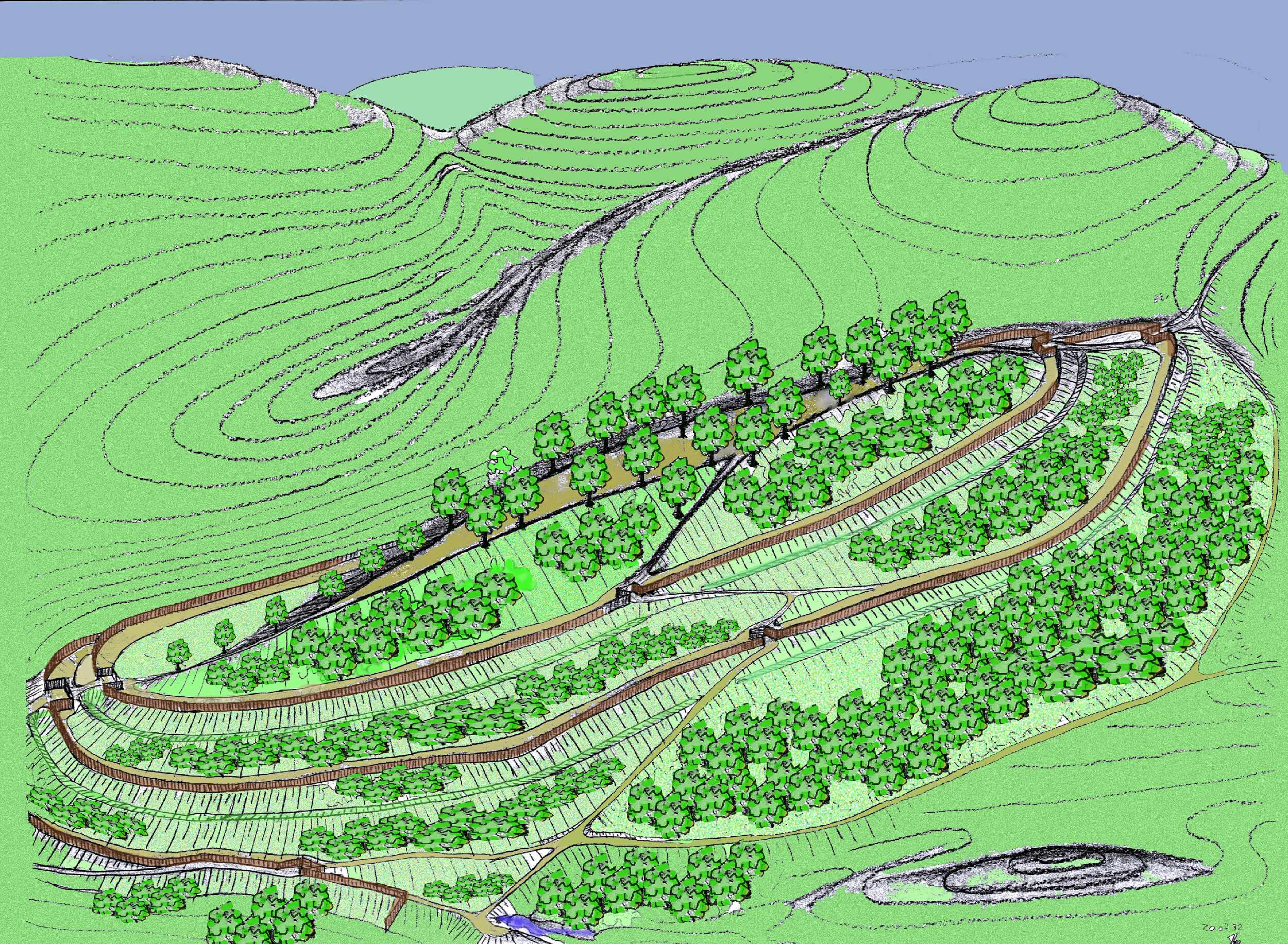
ヒルフォート・ヴァイレンシャイトの復元予想図

キルヒファイシェーデ近郊のホーフキュールやエルスペ近郊ヴァイレンシャイトのヒルフォートといった現在の市域における最初の入植の痕跡は、紀元前5世紀のラ・テーヌ時代初期にまで遡る。ヴァイレンシャイトのヒルフォートは、長さ 225 m、幅 75 m の楕円形である。衣装と留める飾りピンや腕輪の断片といった出土品は紀元前480年から紀元前320年頃のものと分析されている。ヴァイレンシャイトの尾根から出土した珍しい出土品は、バックルに立体的な渦巻き装飾が施された中空のバックル付きリングの断片であるとされている。
ホーフキュールの土塁施設は、長さ 80 m、幅 60 m ほどの大きさである。ラ・テーヌ時代のものではあるが、その精確な時期は不明である。
古い入植地の証拠は、エーディンガーベルクの新たな発掘でも発見されている。発掘調査は、エーディンゲン修道院が存在する以前、ここにフランク人の城砦があったという説を裏付けている。出土したカロリング時代の刀を帯に留める器具は、9世紀の第1三半期（800年から835年）のものであると推定された。
エルスペとエーディンゲンについて、市域内では最も古くからの文献記録がある。両集落は、皇帝オットー3世がエーディンゲン修道院の設立を確認するために発行した1000年の文献に記述されている。その後数世紀の間に、ビルシュタイン、アムト・ビルシュタイン、ブルク・ビルシュタインといった記録が見られる。

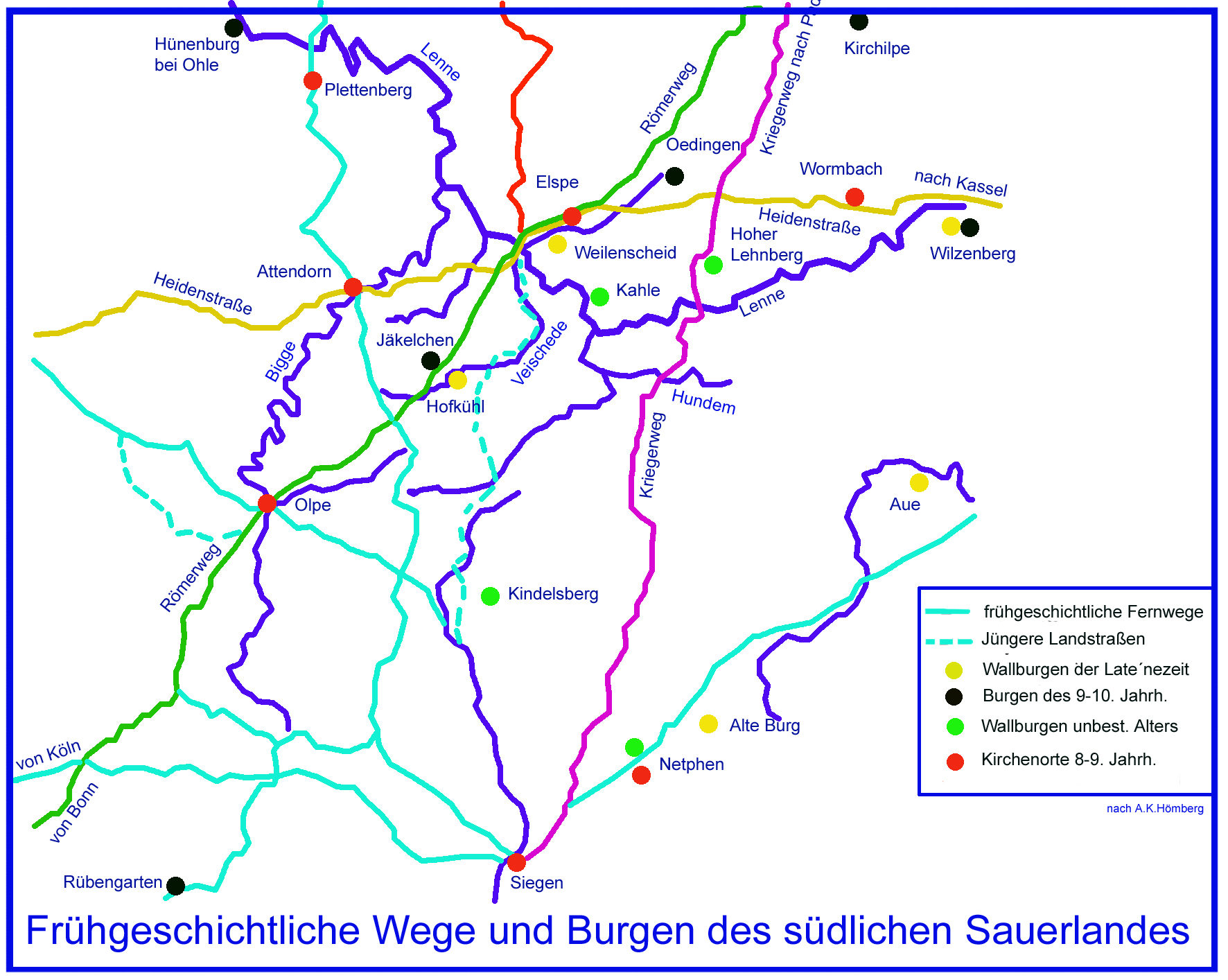
中世のヒルフォート、城砦、教会と街道の地図

古代の広域街道レーマーヴェークとハイデン街道が現在のレネシュタット市域内を通っていた。ボンからブリーロナー高原へ至るレーマーヴェークは、ビルシュタイン、グレーヴェンブリュック、トロッケンブリュック、エルスペ、オーバーエルスペ、エーディンゲンといった集落を結んでいた。ハイデン街道はライプツィヒからボンまで伸びており、グレーヴェンブリュック/エルスペ地域を通っていた。
12世紀には、フェルデ城（ペーパーブルクとも呼ばれた）はゲフォーレ貴族家の所在地となった。この貴族家は、現在の南ザウアーラント地域の伯権力所有者であった。1220年から1225年までの間に彼らは、ファイシェーデタールに建設したビルシュタイン城に居所を移した。これ以後この貴族家はビルシュタイン家を名乗った。1365年に最後のビルシュタイン貴族家当主が子供をもうけないまま亡くなり、この地域の領主権と伯位はマルク伯家に移譲された。
2016年7月の地元紙に、トロッケンブリュック地区近郊のレネ川流域で発見された注目すべき考古学的遺物について報道がなされた。これは、石器（たとえば、武器の刃先など）を製造するために剥離器で傷つけられた石核（学術的にはレヴァロワ石核と呼ばれる）であるとされている。この出土品は専門家によって最後の氷期時代のものと同定された。こうした石器製作方法は当時生息していたネアンデルタール人が行っていたことが知られており、この出土品は、レネシュタットおよびオルペ郡さらには南ザウアーラントにもこの原始人類が滞在していたことを示す最初の証拠とされている。

### 近世、近代
1445年にケルン大司教がこの城を征服し、ビルシュタイン地方と併せてヴェストファーレン公領を創設した。この公領は1802年までケルン選帝侯領に属した。ケルン選帝侯時代には、1555年まで、領主のために所領経営を代行するドロステンアムト（代官）が頻繁に交替した。これは、選帝侯が領土を担保にして、たとえば軍費などの新たな資金を調達したためでもある。1556年初めにこの代官職はフリードリヒ・フォン・フュルステンベルクのものとなり、1802年までフュルステンベルク家（ヴァターラッペ＝ヘルトリンゲン系）がこれを務めた。

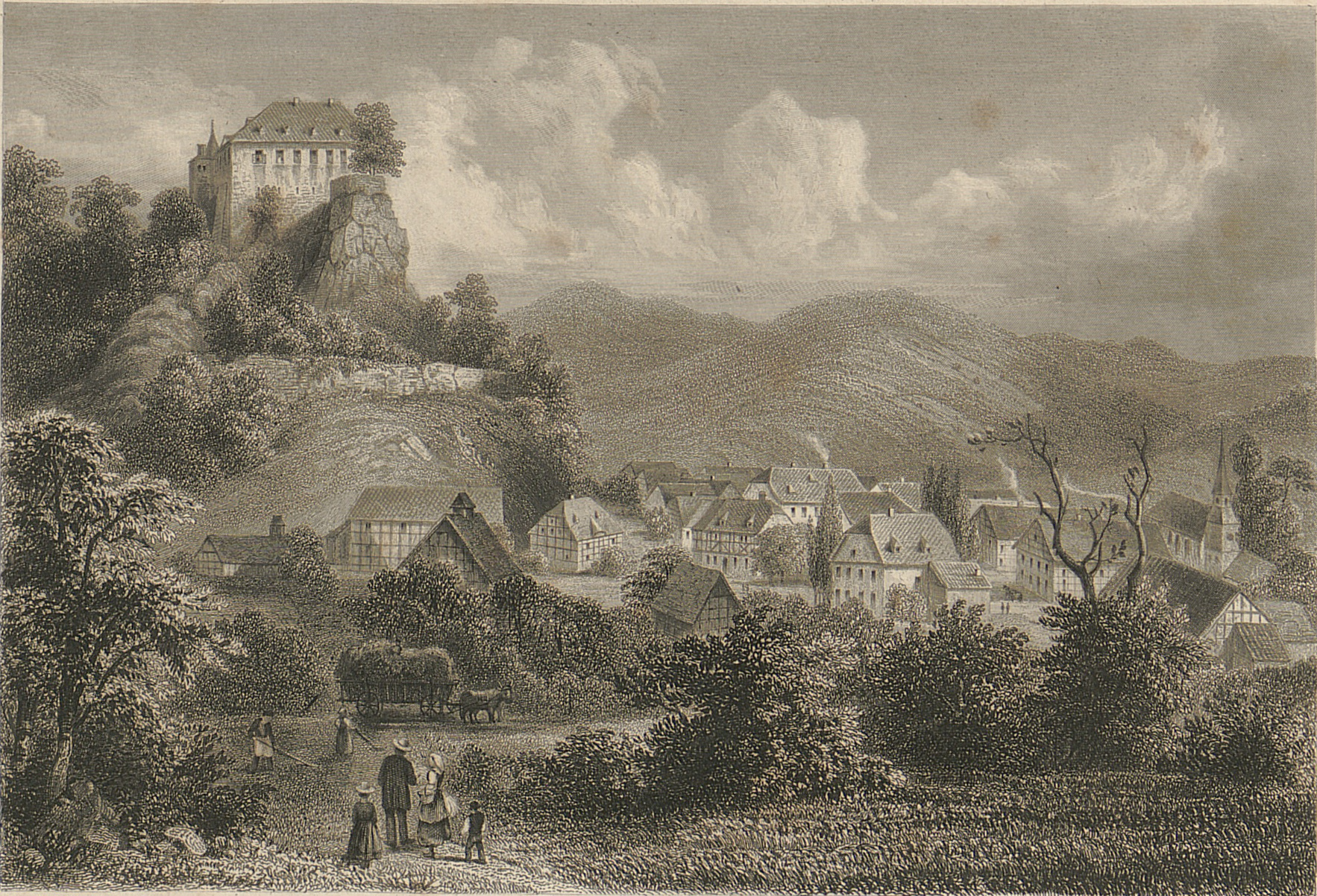
1840年頃に制作された銅版画に描かれたビルシュタイン

ビルシュタインは、短期間ヘッセン＝ダルムシュタット方伯領に属した後、プロイセン領に移行した翌年、1817年に新たに設けられたビルシュタイン郡の郡庁所在地となった。しかし早くも1819年には、交通の便が良いオルペに郡庁が移された。この郡内に、1843年/1844年にアムト・ビルシュタインが形成された。このアムトには当時の町村キルヒファイシェーデ、ラールバッハ、フェルデ（現在のグレーヴェンブリュック）、エルペが属した。
現在のレネシュタット地域の交通路の拡充は、主に19世紀前半になされた。1825年から1827年までにコブレンツ - ミンデン幹線道路のオルペ - ビルシュタイン - エルペ区間が近代的な道路に改良され、1828年1月1日に開通した。1840年代には、アルテナからグレーヴェンブリュック、アルテンフンデム、ヴェルシェン・エネストを経由してクロムバッハに至るレネタール街道の拡充や、アルテンフンデムからシュマレンベルクへの州道の開通が行われた 。
経済的な観点からは、1861年の、ハーゲンからアルテンフンデムを経由してジーゲンに至るザウアーラント初の鉄道「ルール＝ジーク線」の開通が特に重要であった。1887年にはシュマレンベルクまでレネ川沿いを遡る支線が開通した。この支線は、1914年にエルンテブリュックまで延長された。これによりアルテンフンデムは重要な鉄道乗換駅の1つとなった。
ビルシュタインでは、6 km 離れたグレーヴェンブリュック駅への接続が急務となった。それは、1904年から1916年までグレーヴェンブリュック、ビルシュタイン、キルヒファイシェーデ間をレールのない電動車両で運行した「ファイシェーデタールバーン」と呼ばれる旅客車（トロリーバス）して結実した。この箱形馬車風の電動車と2-3両の付随車は、それぞれ14席と立ち乗りスペースがあった。駆動車のモーターはパンタグラフで架線とつながっており、最高速度 18 km/h で走行することができた。この路線は、戦争の混乱と物資不足のために1916年に廃止され、1921年に旅客運行のための郵便バス路線が設けられた。市の中心部では1903年から1908年まで、1902年に設立されたグレーヴェンブリュック・石灰工場が電動の無軌条交通を運営していた。この路線は採石場（フィネントロプ方面の街の出口付近）からレネブリュッケを経由して（ファイシェーデタールバーンと同じルートを走行して）グレーヴェンブリュック駅まで運行した。このトロリーバスは1908年に鉄道交通に切り替えられた。
16世紀から18世紀まで、農業の他に鉱石、鉄製品、石炭の取引が興った。1800年頃のレネ川沿いには、ザールハウゼンからマウムケまでの間に7つの鍛造所があった。さらにファイシェーデ川沿いに2つ、アルテンフンデム近郊にも1つあった。マウムク鍛造所とキッケンバッハ鍛造所は当時から特に有名であった。1912年、当時のキッケンバッハ鍛造所のオーバーグラーベンが発電用ジェネレーター施設に転用された。
鉄道開通により、ハルバーブラハト、メッゲン、マウムケでは鉱業が発展したが、1992年に再び閉山された。
レネシュタットの他の地区では、構造改革に伴って電子産業や金属加工業者が設立され、雇用機会の安定化が実現した。
鉄道路線の建設や鉱業の発展、あるいは工業化に伴いレネシュタット地域で福音主義信者が増加した。このため、1867年にアルテンフンデムで福音主義教会の建設が始まった。移住者だけでなく、企業や熟練労働者のためにも学校制度の拡充が求められた。1888年と1911年にフェルデ（現在のグレーヴェンブリュック）とアルテンフンデムに学校が設けられ、1925年および1921年から女子も入学できるようになった。この学校制度は、ギムナジウム（当時はオルペおよびアッテンドルンにあった）での学習、商業、行政職の予備校の位置づけであった。女性は、1901年からエルスペの州立家政学校で家政学を学ぶことができた。

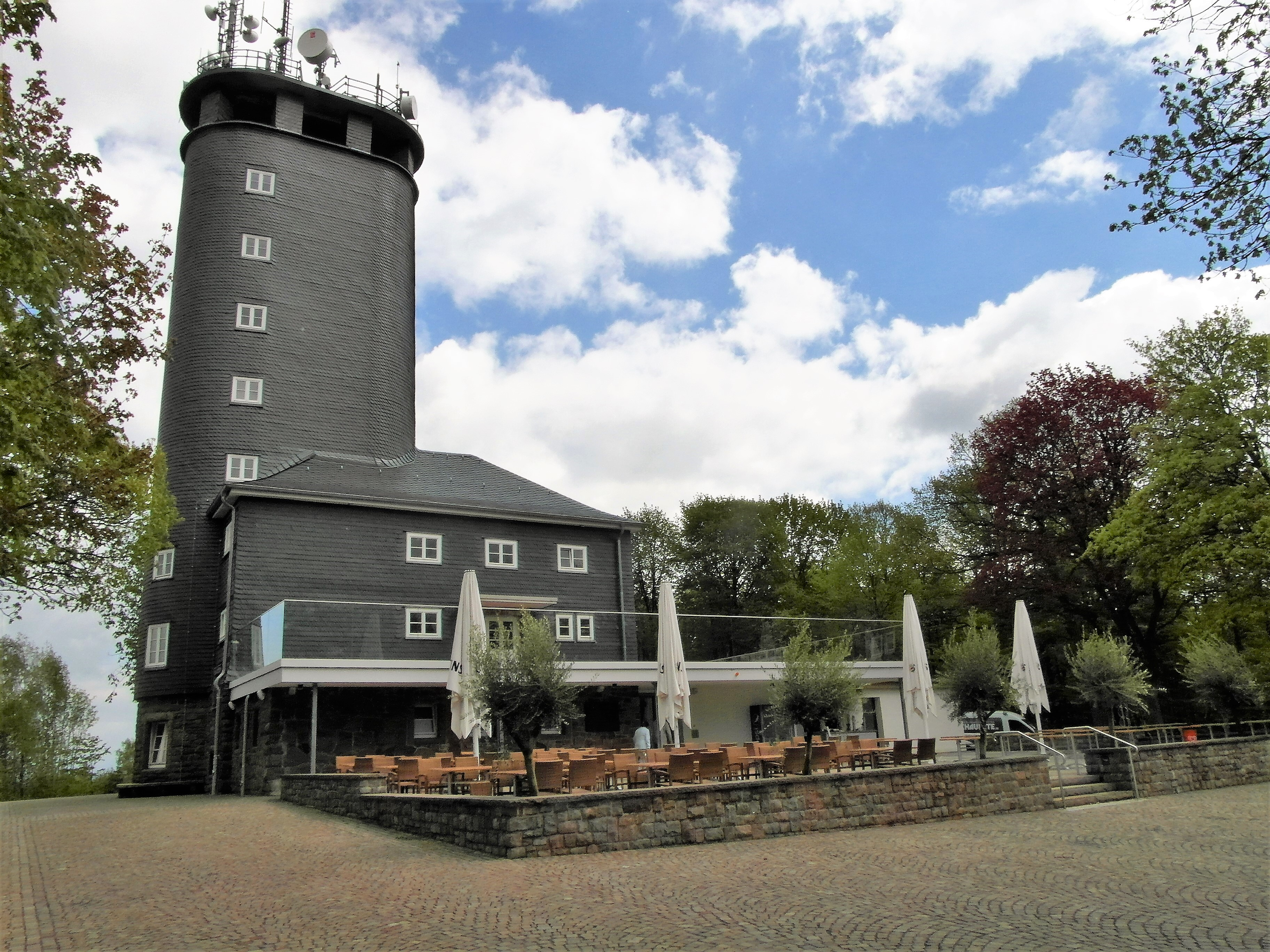
ホーエ・ブラハトの展望台（2018年の改修後）

レネシュタット地域の観光業にとって、1929年から1930年に建設されたホーエ・ブラハトの展望塔は非常に重要であった。1930年10月12日に行われたこの展望塔のオープン式典は西部ドイツ放送最初の屋外放送であった。ホーエ・ブラハトは多くのハイキング客の目的となり、また高い場所にあることからウィンタースポーツにも好適である。
展望塔の開設の他に、ホーエ・ブラハトへの乗り入れ道路やビルシュタイン - アルテンフンデム連絡道路の建設は、1926年から1928年の経済危機の時代における重要な雇用対策事業であった。ビルシュタインのホーエ＝ブラハト通り沿いに建立された保存文化財に指定されている砂岩製の石柱はこれを記念したものである。

### 国家社会主義の時代
1933年3月5日の国会議員選挙で、NSDAPのオルペ郡での得票率が 14.3 % とドイツ全体（平均 43.9 %）で最低であったことは、注目に値する。中央党の得票率はこれより遙かに高い 69.1 % であった。この結果は、多くのカトリック地域での投票行動において印象的な例である。
1933年1月末にナチが権力を掌握すると、国家社会主義者たちは即座に公共生活に影響を及ぼし始めた。強制的同一化政策に基づき、1934年にアルテンフンデムのナチ党員が郡行政の指導者に就いた。同年、ヴェーニヒ郡長とシュラーゲ労働部長の2人の中央党員が解任され、ナチ党員がこの地位に就いた。アルテンフンデムのドイツ・カトリック国民協会やフォルクス出版 GmbH のオフィスが閉鎖された。これにより、最も重要なカトリック労働者・国民教育の地方機関が機能しなくなった。アルテンフンデムでは2つの通りが改名された。ナチ時代には、アム・ヴィムベルク通りはホルスト＝ヴェッセル通り、フンデム通りはアドルフ＝ヒトラー通りと呼ばれた。
レネシュタット市に属すエーディンゲン集落は、国家社会主義者が公共生活に対していかに強い影響を及ぼしたかを示す好例である。彼らはまずカトリック教会の影響力を押さえ込み、カトリックの学校を国家機関に変更し、教会活動を一般大衆から切り離した。エーディンゲンの司祭日誌には、1933年7月1日に司祭事務所の電話が不通になったと記録されている。制服を身につけた4人の NSDAP 幹部が、カトリック青年協会 (Jungmännerverein)、ドイツ青年会 (Deutsche Jugendkraft)、カトリック・ドイツ国民協会の解散を宣言した。1934年、教会は青年の家をヒトラーユーゲントおよびドイツ女子同盟に貸し出すことを余儀なくされた。多くのエーディンゲン住民の意に反して、1943年4月1日にカトリックの宗派学校が廃止され、国の宗派混合学校が開校した。
1938年の聖体の祝日にカトリック色を帯びた装飾はなされず、旗や三角旗も見られなかった。多くの住民たちは1942年4月に始まった多くの教会の鐘の押収を、教会に対する特に圧迫的な戦いの徴であると感じた。国家社会主義者は戦争を口実に、教会に対して本来は木曜日に祝われるキリストの昇天と聖体の祝日をそれぞれ次の日曜日に移し、聖体の祝日のパレードは墓地に限ることを強制した。
カトリックの聖三王の祝日と聖母受胎の祝日は公的な祝日であったにもかかわらず、為政者はこの日を学校の登校日とした。しかしこれにはエーリンゲンの親たちは反抗した。1939年1月6日には60人、その翌年には119人の生徒が欠席した。両親への懲罰はなされなかったか、あるいは撤回された。大きなグループの1つは命令に逆らうことすらできた。同様のナチ政権に対する馴化拒否の形成は、現在の市内の別の集落でも起こった。カトリックの農村環境を破壊し、家族、学校、団体活動、教育を奪取しようとする国家社会主義者の試みは大きな困難に直面していることが示された。しかしアルノルト・クラインの広範にわたる研究は、住民の多くが公的な取引のメモを毎年残していることを明らかにしている。
アルテンフンデム、エルスペ、グレーヴェンブリュック、ビルシュタイン、アルテンヴァルベルトで、合計16人の国家社会主義的独裁の犠牲者が出た。現在のレネシュタット市域のユダヤ人の運命については本項の「ユダヤ教」の節を参照のこと。

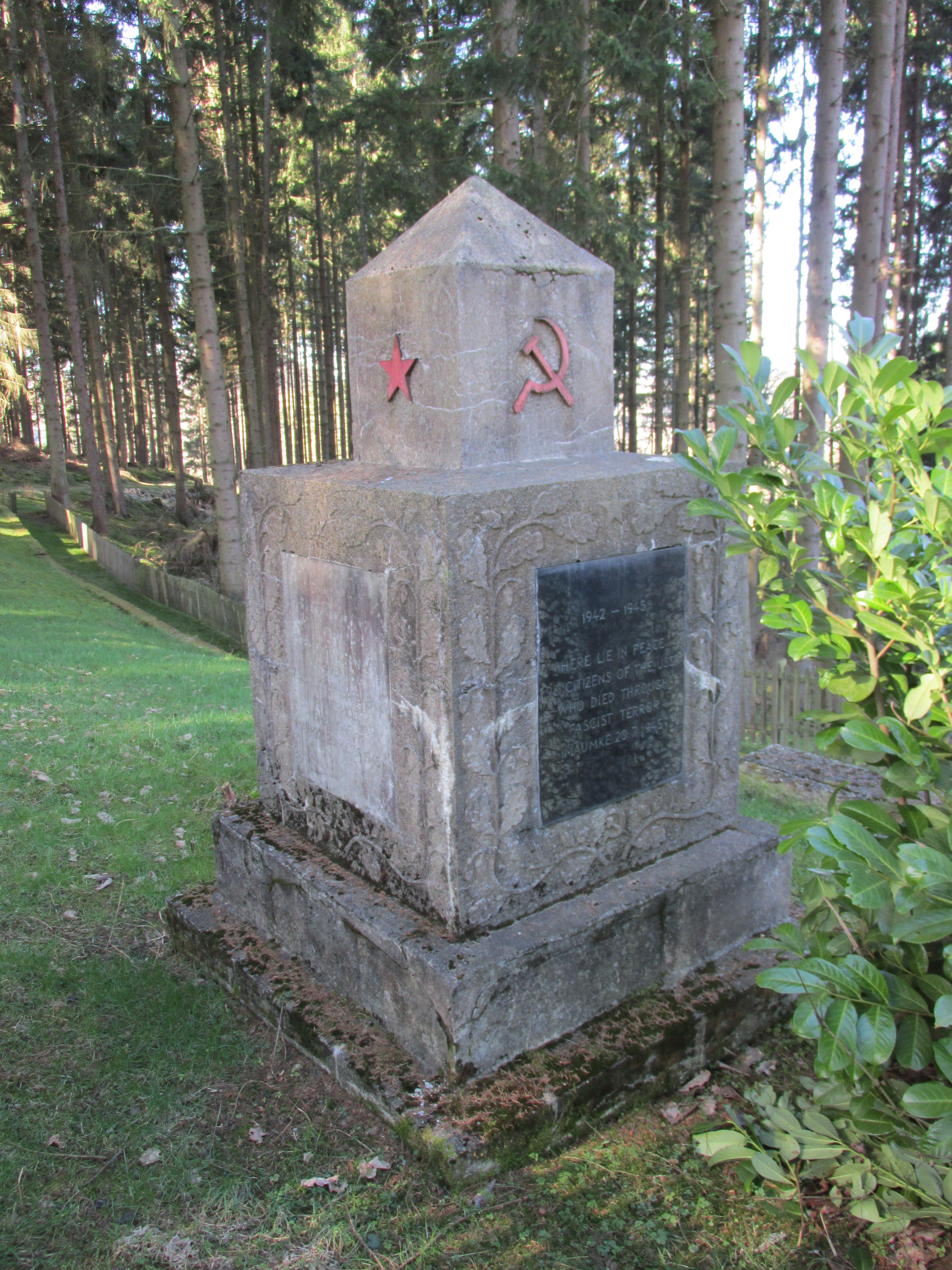
マウムケのソヴィエト人栄誉墓

東ヨーロッパからの強制労働者は主にザハトレーベン AG 社の鉱山労働に従事させられた。1939年から1945年までの間、レネシュタットの市域内に多くの強制労働者収容所が設けられた: アルテンフンデム（トビューレン社 100人、鉄道操車場 150人）、エルスペ（射撃ホール 70人）ハルバーブラハト（ザハトレーベン社の2つの収容所で合わせて140人）メッゲン（ザハトレーベン社 1300人、アイケルト収容所 250人）、マウムケ（ザハトレーベン社 1200人）、グレーヴェンブリュック（射撃ホール 260人）、ランゲナイ（カールスヒュッテ製作所 50人）。栄養不足や衰弱で死亡した人数は明らかでない。強制労働者の墓はキルヒファイシェーデ（13基の個人墓、1基の共同墓）、エルスペ（48基の個人墓、2基の共同墓）、グレーヴェンブリュック（109基の個人墓）にある。マウムケの東方労働者収容所の墓地には98人のロシアに由来を持つ強制労働者が埋葬されている。レネシュタット市の博物館では、2000年から2001年に「戦争の影 - 1939年から1945年のレネシュタットの村落における戦争体験」展の枠組みで、書かれた強制労働体験者の手紙が展示された。この手紙は、「記憶、責任、未来」財団による補償を受けるために、当時の強制徴集の証拠として市に認められたものであった。
1945年3月30日、ドイツ陸軍第15軍司令官グスタフ＝アドルフ・フォン・ツァンゲン歩兵大将が幕僚とともにアルテンフンデムに1日間滞在した。彼はここでB軍集団司令官のヴァルター・モーデル元帥と対面した。ツァンゲンはこの場で封鎖されつつあるのルール・ポケットの東半分に対する最高司令官となった。レネシュタットの市域は、4月1日から連合軍によって封鎖されたルール・ポケットの一部となった。アメリカ軍は4月9日から12日までの間に市域を制圧した。「戦争の影」展の文書によれば、1945年の現在の市域における戦闘行為によって 981人のドイツ兵が死亡した。
後年になってやっとオルペ郡出身者の投稿により、1943年から1945年に激しい戦いが行われたルール地方の妊娠中の母親たちがビルシュタインで出産していたことが判った。出産は国家社会主義の国民社会福祉事業の組織によって、支援・組織されていた。レネシュタット市の戸籍役場の主張によれば、このように市外から来た母親から生まれた子供の数は1943年6月8日から1945年5月1日までの間で合計 760人であった。母親たちは主にドルトムント、ボーフム、ヴァネ＝アイケル、ハーゲンといった都市から疎開してきた。適切な施設は、集落のいくつかのペンションにあった。
ザウアーラントの有名な女流作家ヨーゼファ・ベーレンス＝トーテノールは1925年から1969年に亡くなるまでグライアーブリュックに住み、創作を行った。彼女の刊行物は、ナチ政権への積極的な支持を表明しており、多くの集落で通りの名称についての議論を呼び起こした。これによりレネシュタット市議会は、グライアーブリュックの、ヨーゼファ・ベーレンス＝トーテノールを記念した通りの名称をすべて改名することを2014年3月に決定した。
やはり新しい知見によれば、地元政治家のヘルベルト・エーファース（1902年 - 1968年）は、以前考えられていたよりも強くナチ時代の政策に関与していた。特に、強制収容所への移送の振り分けも彼の責任下でなされた。レネシュタット市は彼の死後、2017年3月22日の市議会で、1938年に彼に授与された名誉市民号を剥奪した。

### 現代と地域再編

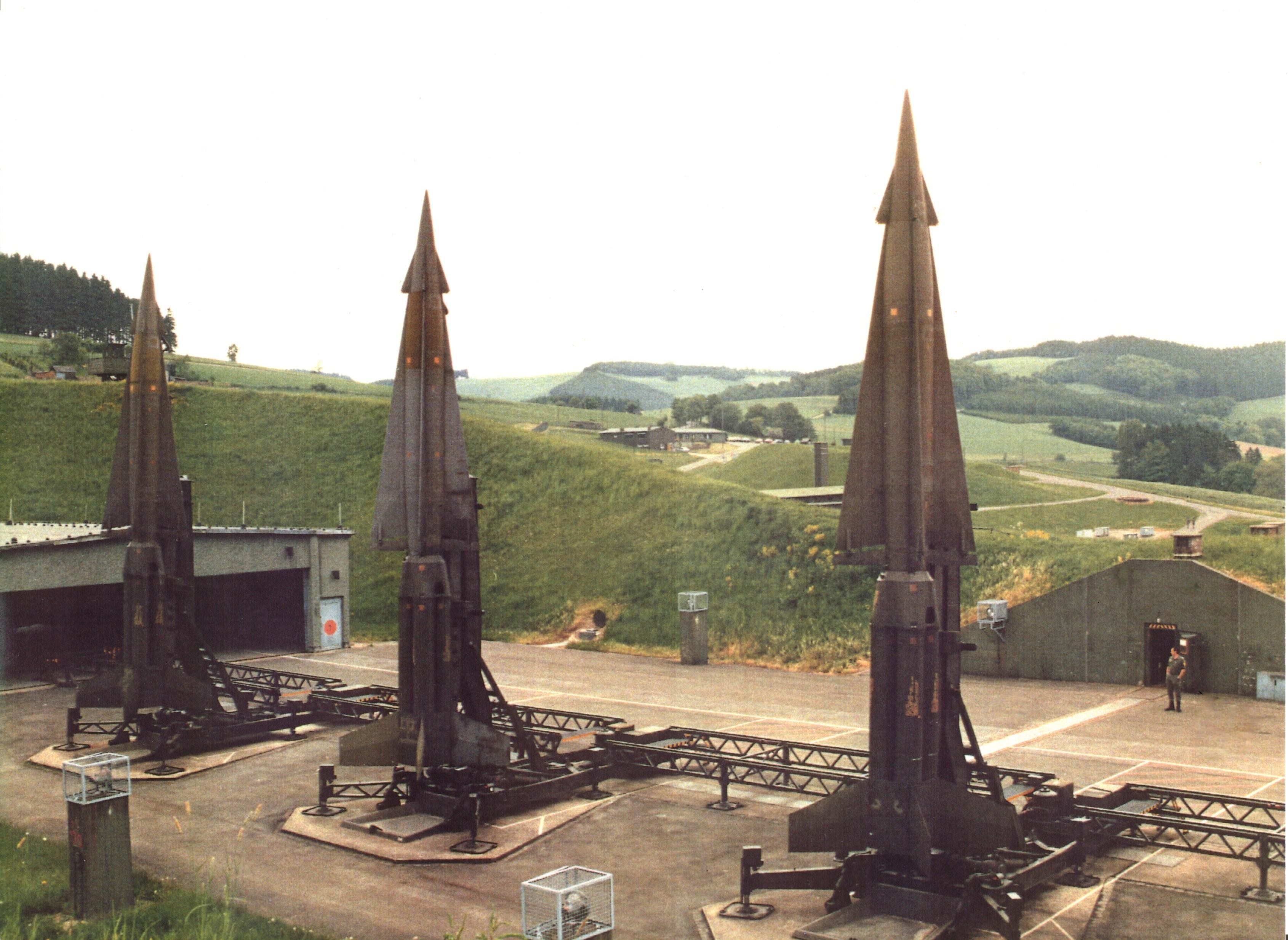
第22対空ミサイル大隊第1中隊のナイキ・ハーキュリーズ型ミサイル（1980年）

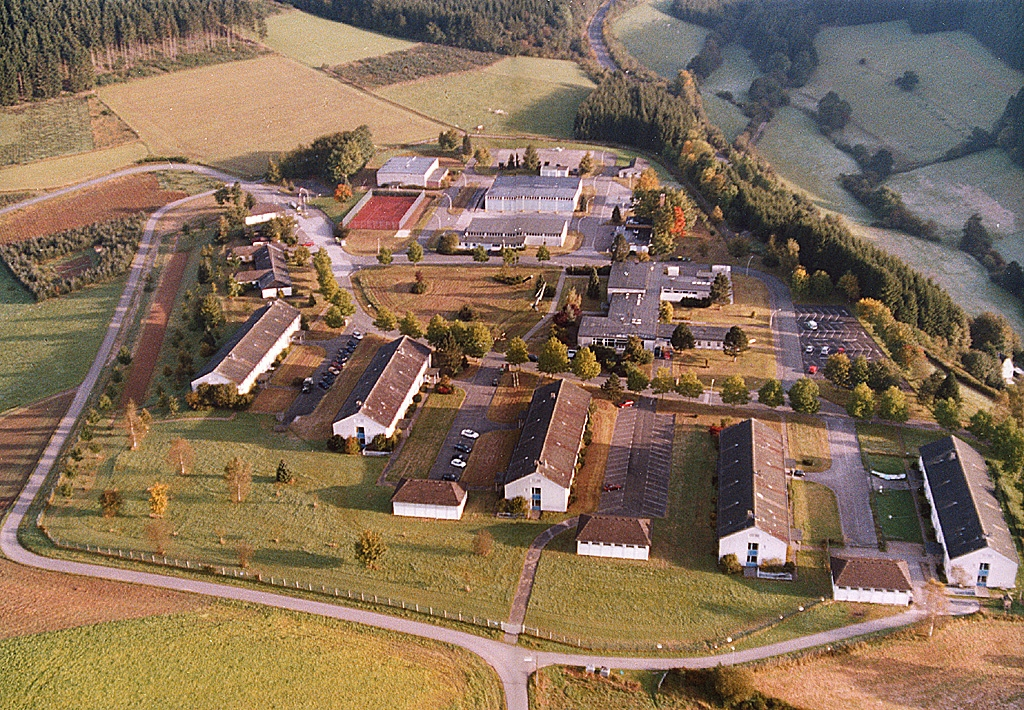
ザウアーラント兵舎（2002年）

1962年から2002年までエーディンゲン近郊のザウアーラント兵舎はドイツ空軍地対空ミサイル部隊の拠点となった。1990年までは、第22対空ミサイル大隊第1中隊がこの兵舎に駐屯した。1990年からは第21対空ミサイル大隊第5中隊と交替した。1963年から1987年まではアメリカ陸軍第52砲兵分隊の兵士もこの兵舎に駐屯した。敵の飛行物体を捕捉し、自軍のミサイルを誘導するための、ミサイルと発射制御室を備えた発射領域は兵舎から離れて存在した。発射領域には、1962年から1967年まではナイキ・エイジャックス型、1962年から1988年まではナイキ・ハーキュリーズ型ミサイルが配備されていた。1963年から1987年まで最大9基のナイキ・ハーキュリーズ型ミサイルが、2から40キロトンの爆発力を有する実戦用核弾頭を搭載していた。40キロトンの弾頭は、1970年代に20キロトンのものと交換された。この核弾頭は敵航空機に対する地対空使用、または距離 180 km までの敵地上部隊に対する地対地使用を想定していた。核弾頭の管理はアメリカ陸軍が行っていた。ドイツ連邦軍で「特殊弾薬」と呼ばれた核弾頭の存在は秘密とされ、公には連邦軍はその存在を確認していないことになっていた。1987年から2002年までこの部隊は、パトリオット対空ミサイルで武装している。このミサイルは、航空機に対する防衛用の地上発射型中距離対空ミサイルシステムで、巡航型の戦略的中距離弾道ミサイルである。
ザウアーラントの市町村再編（オルペ法）に伴い、アムト・ビルシュタインは1969年6月30日に廃止された。この地域にはアムトの権利継承者としてレネシュタット市が新たに成立した。新しい市の行政機関はアルテンフンデムに置かれ、1984年に新たに建設された市庁舎に入居した。1984年まで暫定的に役場として利用されていたアムトハウス・フレーヴェンブリュックには現在、図書館と文書館を併設したレネシュタット市博物館が入居している。
新しい市の市域内に、レネシュタットという名称の集落は地域再編前には存在しなかった。レネシュタット市の基本条例 § 1 には「レネシュタット市は、1969年7月1日から存在する（1969年7月18日のオルペ郡の新設にかかる法律 GV NW S. 286）。本市は、かつての町村エルスペ、グレーヴェンブリュック、キルヒファイシェーデ、エーディンゲン、ザールハウゼン、およびキルヒフンデムとレネが合併した一部（アルテンフンデム、ランゲナイ、キルヒェンバッハ、ミルヒェンバッハ）からなる」と記述されている。市域の地区 (Ortschaften) への区分については § 3 に「市域内の歴史的な名称を有するかつての地区はこれを保持する」としている。
新設措置施行前には広範な議論が行われた。新設により政治的衝突が起こった。その結果、（市町村レベルの意見調整とは無関係の）レネシュタット市の設立とアルテンフンデムへの行政機関設置の決定は、州あるいは行政管区の上位の所轄官庁の指示によるものであった。市の新設というこの結果は後に完全にポジティブな評価を得た。地区の開発計画に支援され、かつての町村は一定の自治権を維持することができ、中小企業が設立され、十分な雇用が創出された。
恒常的に25,000人以上の人口を擁するレネシュタット市は、公的に郡所属中規模郡都市の1つである。ノルトライン＝ヴェストファーレン州自治体法 § 4 によれば、中規模郡都市は一般的な市の業務に加えて、法や条例に基づく追加業務を執行することも可能である。
1969年から1990年までの間にアルテンフンデム中心部のあらゆる建物が取り壊され、新しい行政・オフィスセンターを形成する新しい建物に建て替えられた。1980年からの構造的政策によりアム・ヴィガイ産業地域が形成され、1994年からは旧操車場跡に別の産業地域が建設された。2008年から2009年には駅の改築と鉄道路線の増設が行われた。
レネシュタット区裁判所は、早くも1879年にフェルデ（現在のグレーヴェンブリュック）に移転したビルシュタイン区裁判所に由来する。
1991年、この種のものとしてはドイツで最初のホスピスの1つ聖エリーザベト・ホスピスが、社会保健衛生機関と教会の主導で、開設された。ホスピスの職員は、死期を間近にした患者に宗教と関係なく寄り添い、セラピスト、医師、聖職者とともに亡くなるまで QOL を可能な限り最高の状態にするようケアする。
必要とされる構造改善措置は、地域再編後にメッゲンでも実施され、ザハトレーベン社の旧鉱山地域の埋め戻しや、「ザウアーラントピラミッド」をはじめとする新たな産業用地の整備が行われた。グレーヴェンブリュックでは、2001/02年に旧化学工場クルーゼの敷地が再開発されて新たな企業が進出し、2008/09年には駅舎の更新や道路交通のために鉄道との交差の立体化が行われた。
レネシュタットに属す地区の歴史は、保護文化財に指定されている建造物に見ることができる。ビルシュタイン城は中世の出来事を、シチリア坑施設はメッゲン、マウムケ、ハルバーブラハトにおける鉱山の時代を、ビルシュタイン、キルヒファイシェーデ、ザールハウゼンの数多くの木組み建築は主に18世紀から19世紀の木組み建築の技法を示している。

### 市町村合併
レネシュタット市は、1969年7月1日にアムト・ビルシュタインの権利後継自治体として成立した。この市はそれまで独立した町村であったエルスペ、グレーヴェンブリュック、キルヒファイシェーデ、エーディンゲン（メシェデ郡）、ザールハウゼンと、ヘルデンおよびキルヒフンデムの一部の 43集落で構成されていた。1975年1月1日、それまでレネに属していた集落ミルヒェンバッハがレネシュタット市に編入された。

## 住民

### 人口推移
市が創設された1969年以降、レネシュタットの人口は当初ほぼ一定であったが、1990年代以降 28,084人（2003年）にまで増加し、これ以後軽度な減少に転じた（2016年末現在の人口は 25,755人）。2015年にわずかに増加しているのは亡命者の分配によるものである。

### 宗教

#### 宗教分布
Zensus 2011 によれば、2011年5月現在、人口 26,473人のうち大多数の 73.6 % がカトリック教会、10.3 % が福音主義教会に属していた。その他の宗教の信者または無宗教者は 16.2 % であった。
イスラム教徒は区別されていないが、一般学校の生徒の宗教分布で近似値が判る。2011/12年の調査データによれば、合計 4,318人の生徒の内、イスラム教信者は 8.9 %（386人）であった。この調査結果ではカトリック信者は 76.1 %、福音主義信者は 9.1 % であった。

#### カトリック教会

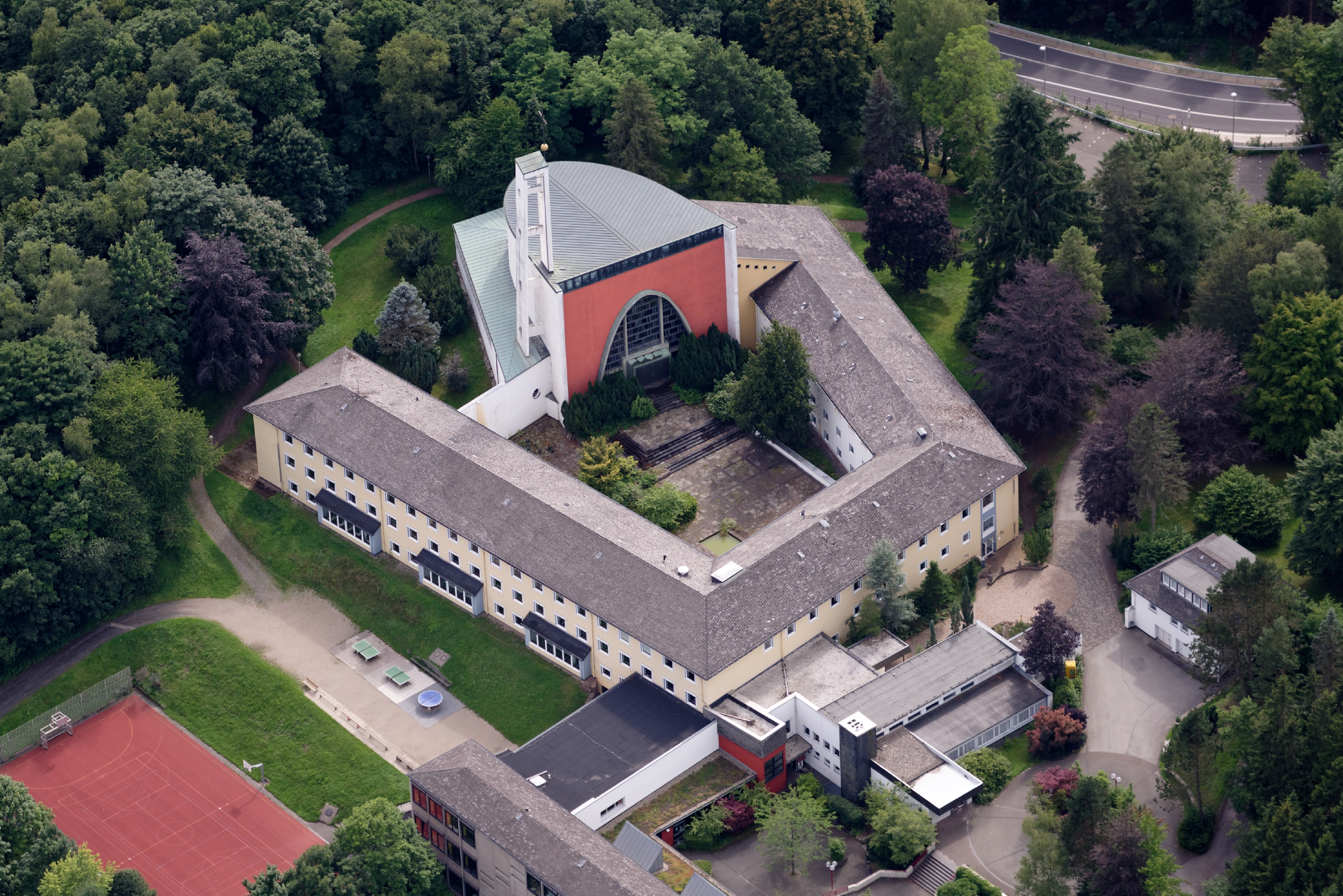
マリア・ケーニギン修道院とその教会

8世紀後期のキリスト教化の初めから19世紀まで、本市を含むヴェストファーレン南部はケルン大司教区の一部であったが、その後1821/23年からパーダーボルン大司教区に属した。
カトリック教会の影響の明白な徴としては、12の教区教会と小さな集落にある18の礼拝堂、さらに数多くの路傍の十字架や、十字架の道行きが存在することが挙げられる。合計7つの教会と8つの礼拝堂が保護文化財に指定されている。
20世紀末からレレシュタット周辺でも聖職者不足が見られるようになり、1998年から司牧連合が形成された。レネシュタットの12の教会は以下の司牧連合を形成している: アルテンフンデム、ランゲナイ、ザールハウゼン司祭区はレネタール司牧連合、エルスペ、オーバーエルスペ、エーディンゲン司祭区はエーネ＝エルスペ＝タール司牧連合、グレーヴェンブリュック、ビルシュタイン、キルヒファイシェーデ司祭区はファイシェーデタール司牧連合、メッゲン、マウムケ、ハルバーブラハト司祭区はメッゲン＝マウムケ＝ハルバーブラハト司牧連合。さらにレネシュタット地域司牧会の成立により、2013年から司牧活動のさらなる中央化がなされた。ただし上述の司牧連合は、それぞれ独自の教区事務所を有し、地域司牧会内部で存続している。
これら教区の他に、マリア・ケーニギン修道院の修道士らも宗教行事を行った。アルテンフンデムの修道院教会で定期的に公開の礼拝が行われる他、修道士らはレネシュタット市内の様々な集落で教区の支援を行った。当時まだ修道院に住んでいた修道士の老人からトラブルが生じた。2015年10月1日、聖家族伝道会のドイツ修道会管区はこの修道院および伝道会館を公式に閉鎖した。
市内の17園の幼稚園の内11園をカトリック教会が運営していることは、カトリック教会の影響力を反映している。

#### 福音主義教会

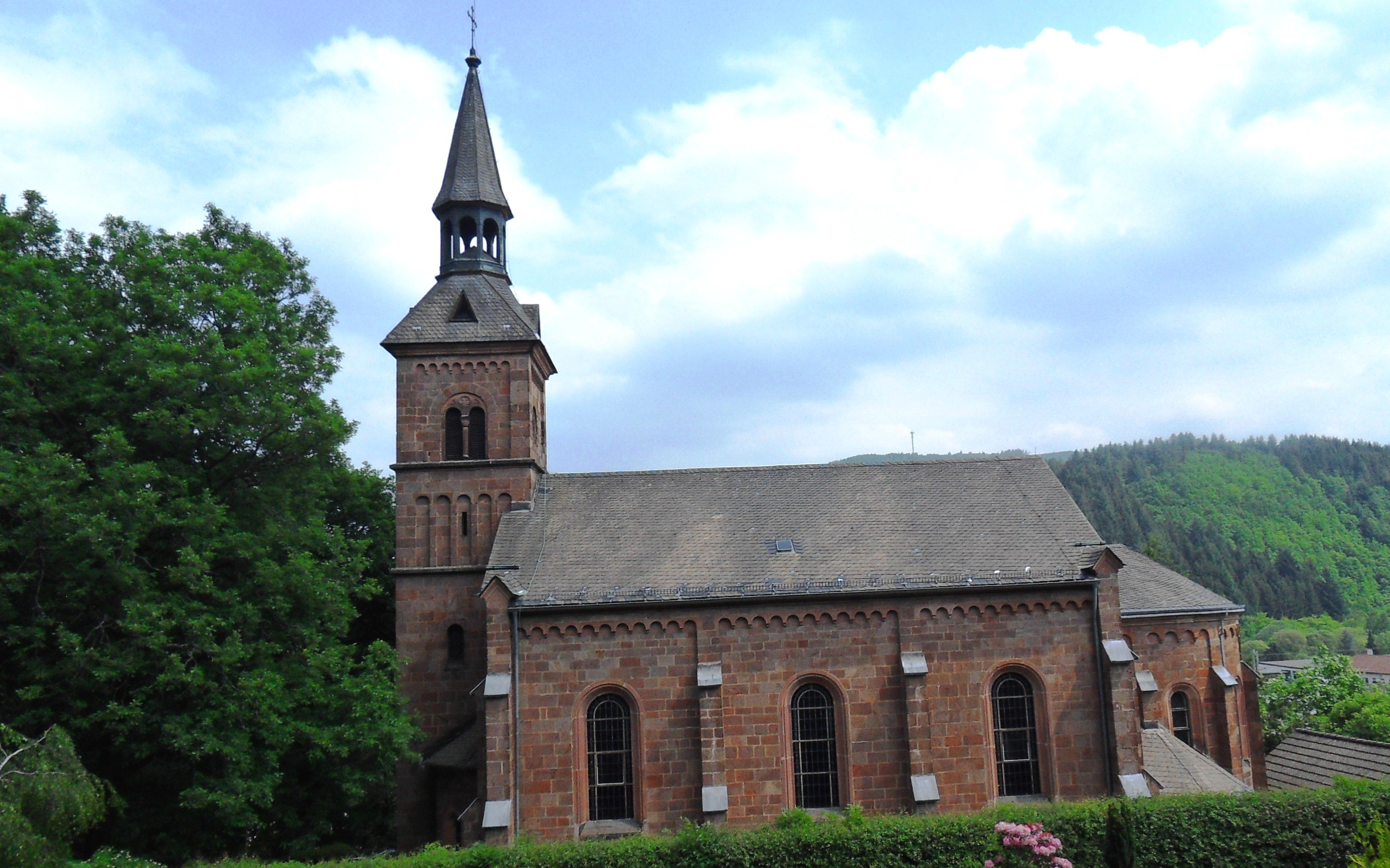
アルテンフンデムの福音主義平和教会

福音主義信者が少ない現在のレネシュタット市とキルヒフンデムのほぼ全域は1849年にアッテンドルン福音主義教会組織に組み込まれた。宗教行事は、アッテンドルンとヒルヒェンバッハの司牧会が管轄している。
ルール＝ジーク鉄道の建設に伴い、福音主義の鉄道職員家族や企業家家族がジーガーラントやヘッセンからオルペ郡東部に移住した。1857年、メッゲンとその周辺にはすでに200人の福音主義信者がおり、後にグレーヴェンブリュック＝メッゲン教会組織となる教会グループが必要となった。教会組織の創設日は1858年3月15日とされている。これは定期的な礼拝と聖書講義のための礼拝室が設けられた日である。1861年にグレーヴェンブリュック＝メッゲン教会は、長老派教会プレッテンベルク支教会となった。
福音主義信者は1863年に700人までに増加し、アルテンフンデムの集落の入り口（メッゲン方面、すなわち北西側）に教会を建設することが決定した。定礎は1867年6月29日になされ、1年後に完成した。1874年にグレーヴェンブリュック＝メッゲン教会が独立した。この教会は1927年まで存続し、その後、レネシュタット＝キルヒフンデム福音主義教会とグレーヴェンブリュック福音主義教会が設立された。アルテンフンデムの入り口に建設された教会は現在、レネシュタット＝キルヒフンデム福音主義教会に属している。この教会には福音主義信者墓地が併設されている。保護文化財に指定されているネオロマネスク様式の教会堂は1956年に徹底的な改修が行われた。
第二次世界大戦後、数多くの福音主義信者の家族がグレーヴェンブリュックに定住し、このため新たな福音主義教会が建設された。
レネシュタットの2つの福音主義教会組織は、広い教区に比較的少ない信者という困難な課題を抱えている。

#### ムスリム

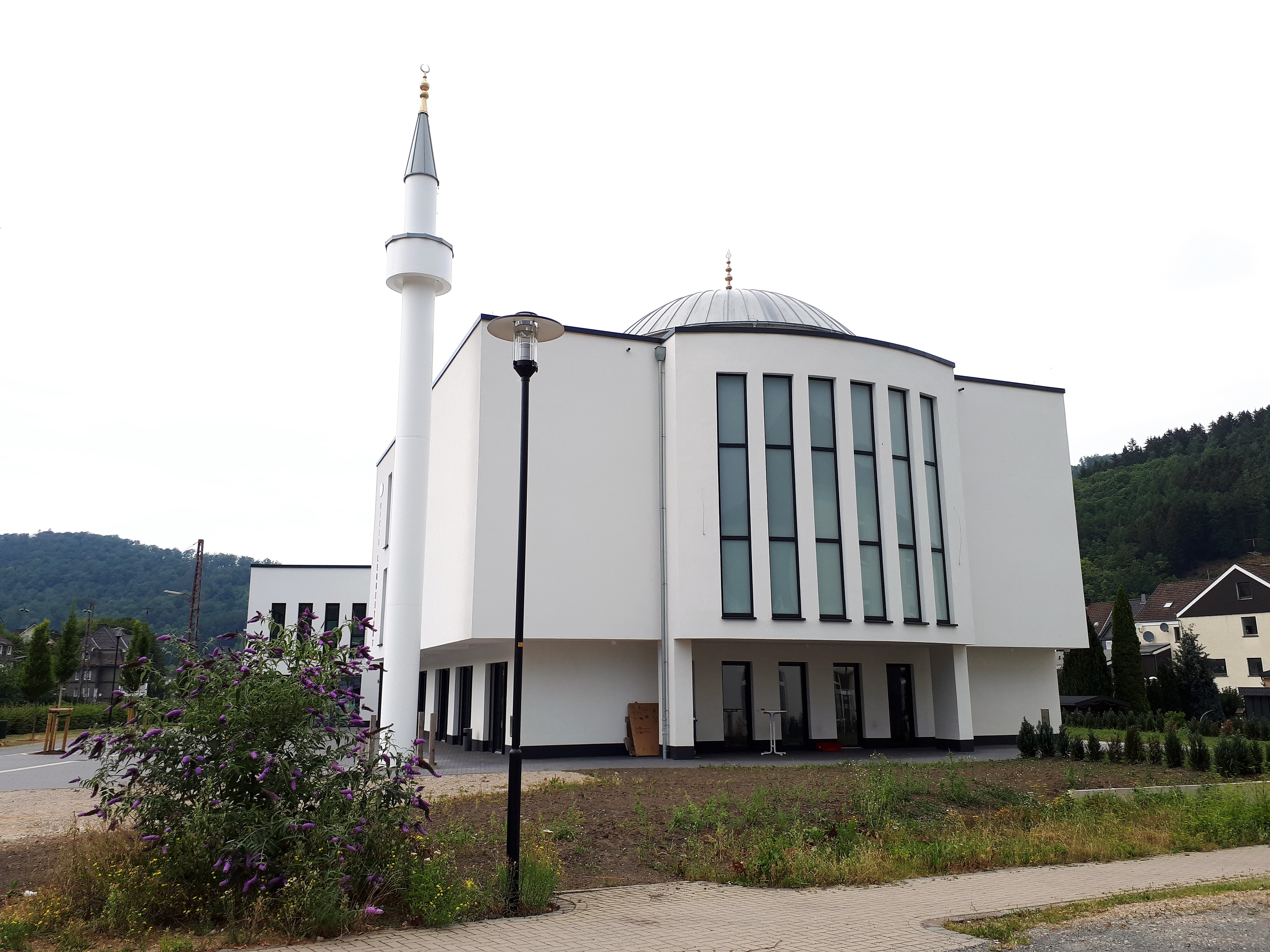
イェシル＝モスク

1960年から最初のムスリムが、主にトルコからの出稼ぎ労働者としてレネシュタットに流入し始めた。宗教活動は、メッゲンのイェシル＝モスクで行われており、トルコ＝イスラム宗教施設連合 (DITIB) のモスク協会もここに本部を置いている。モスク協会は1982年に設立され、2011年時点で295人が登録している。2015年にモスク建設の定礎がなされた。新しいモスクの概略は2016年11月初めに完成した。新しいイェシル＝モスクは、2018年5月11日に開所した。オルペ郡アレヴィー派文化センターがマウムケ市区にある。

#### ユダヤ教
オルペ郡におけるユダヤ人の存在を示す証拠は、1451年、1568年、1574年と散発的に遺されている。大きな流入は19世紀に起こったが、オルペ郡のユダヤ人はグループに組織されておらず、プロイセン国家もそれを望んではいなかった。エーディンゲンには1800年頃から1850年まで10人の子供を持つレーヴェンシュタイン家が住んでおり、1826年に礼拝所を設けた。ランゲナイには、1822年から1854年までアーロン・ノイバウアー家が住んでおり、ユダヤ教の宗教施設があった。ここは1930年までアルテンフンデムのユダヤ人に利用されていた。
20世紀初め、経済的発展に伴い、ユダヤ人の転入は明らかに増加した。その中心となったのはオルペとアッテンドルンであった。いくつかの例外を除いて、社会生活の融合はほとんどの場合拒絶された。
国家社会主義者が権力を掌握した時代、1933年、アルテンフンデムとエルスペには 26人のユダヤ人がいた。この中にノイハウス家、ヴィンター家、ネーアイマー姉妹がいた。ここでも、ナチス政権でユダヤ人の状況は悪化した。ユダヤ人商店をボイコットせよという声明が発せられ、ヴィンター姉妹も逮捕された。1936/37年に、徐々に耐えがたくなる抑圧のために郡域から脱出するユダヤ人の移住が見られる。アルテンフンデムのエルナ・ヴィンターは1936年にルクセンブルクに移住し、その後おそらくさらにアルゼンチンに渡った。1936年または1937年にアルテンフンデムのアーデルハイト・ノイハウスはニューヨークに亡命した。1938年には弟のフリッツが姉に続いた。1938年の排斥運動（水晶の夜）で、アルテンフンデムのアーロン・ノイハウスとオットー・ノイハウスが逮捕された。その他のユダヤ系住民たちは1930年代に殺害されるか、逃亡するかした。
ナチスの恐怖政治により、レネシュタットにおけるユダヤ人の生活は現在に至るまで失われたままである。1994年にランゲナイのユダヤ人墓地が村の共同体の主導によって整備された。記念碑には「この神聖な地に我らがユダヤ人同胞が安らぐ」と銘が刻まれている。ストルパーシュタイン（躓きの石）活動の一環として、2008年に、これら家族の13人の犠牲者と3人の安楽死犠牲者の記念石が設置された。

## 行政

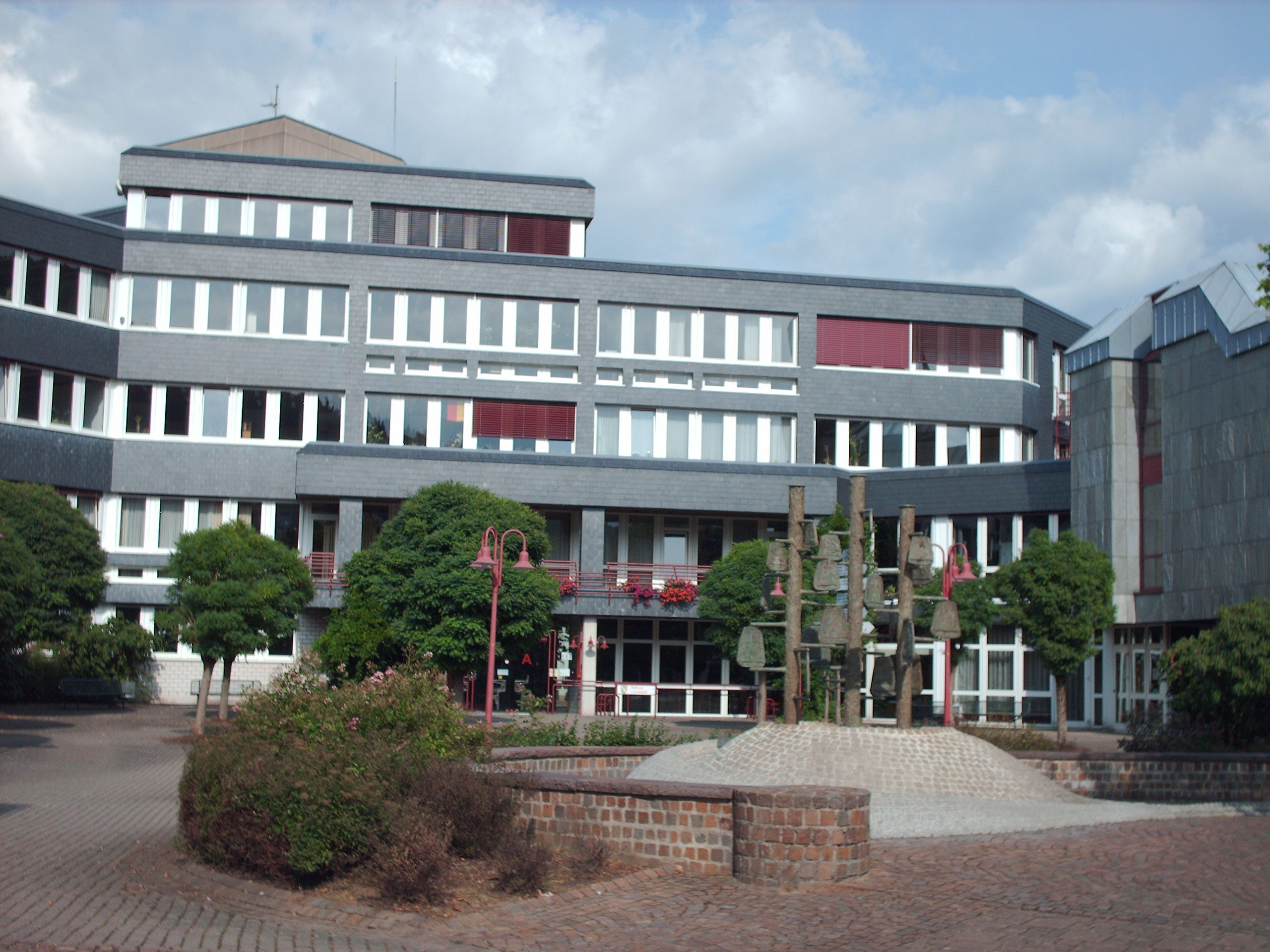
レネシュタット市庁舎

市庁舎を含むレネシュタットの行政センターは、アルテンフンデム地区にある。

### 議会
レネシュタット市議会は、2014年の選挙以後、38議席で構成されている。

### 首長
1997年までレネシュタットの行政トップの職は、ノルトライン＝ヴェストファーレン州全土がそうであったように、シュタットディレクターと呼ばれていた。1997年まで市長は名誉職で、儀礼上の代表者であった。
レネシュタットの歴代市長は以下の通り:
- 1969年12月 - 1983年 ヨーゼフ・ベックマン (CDU)
- 1983年 - 1989年 ヴィルヘルム・ゾーマー (CDU)
- 1989年 - 1997年 フーベルト・ニース (CDU)
- 1997年 - 2009年 アルフォンス・ハイメス (CDU)
- 2009年 - 2020年 シュテファン・フント (CDU)[67]
- 2020年 - トビアス・プスパス (CDU)

2020年9月13日の選挙にシュテファン・フントは出馬せず、その後継者であるトビアス・プスパスが 54.17 % の票を獲得して市長に選出された。

### 紋章
レネシュタット市の紋章は1971年12月31日に認可された。
図柄: 金地で3本の緑色の柱が貫いている。その上に青い斜めの波帯が描かれている。向かって右上角、一番右の柱に銀のバラがつけられている。
背景の金と緑の縦帯はアムト・ビルシュタインの紋章から採られた。波帯は、市名のもととなったレネ川を表しており、バラはエーディンゲンの紋章に由来する。

### 市の守護聖人
市議会は、1995年にトマス・モアを市の守護聖人とした。市は2001年から「良心に基づく信念に従い、自分に起こりうる不利益を顧みず、幸福のために勇気を持って行動し、他者や社会の模範となる」人物にトマス＝モア賞を授与している。

### 姉妹自治体
- オトフォック（ポーランド語版、英語版）（ポーランド、マゾフシェ県）1992年[70]

2006年5月に連携の徴として、レネシュタットからベルリンやワルシャワを経由してオトフォックまでの自転車ツアーを32人の参加者で行った。

## 文化と見所

### エルスペ・フェスティバル

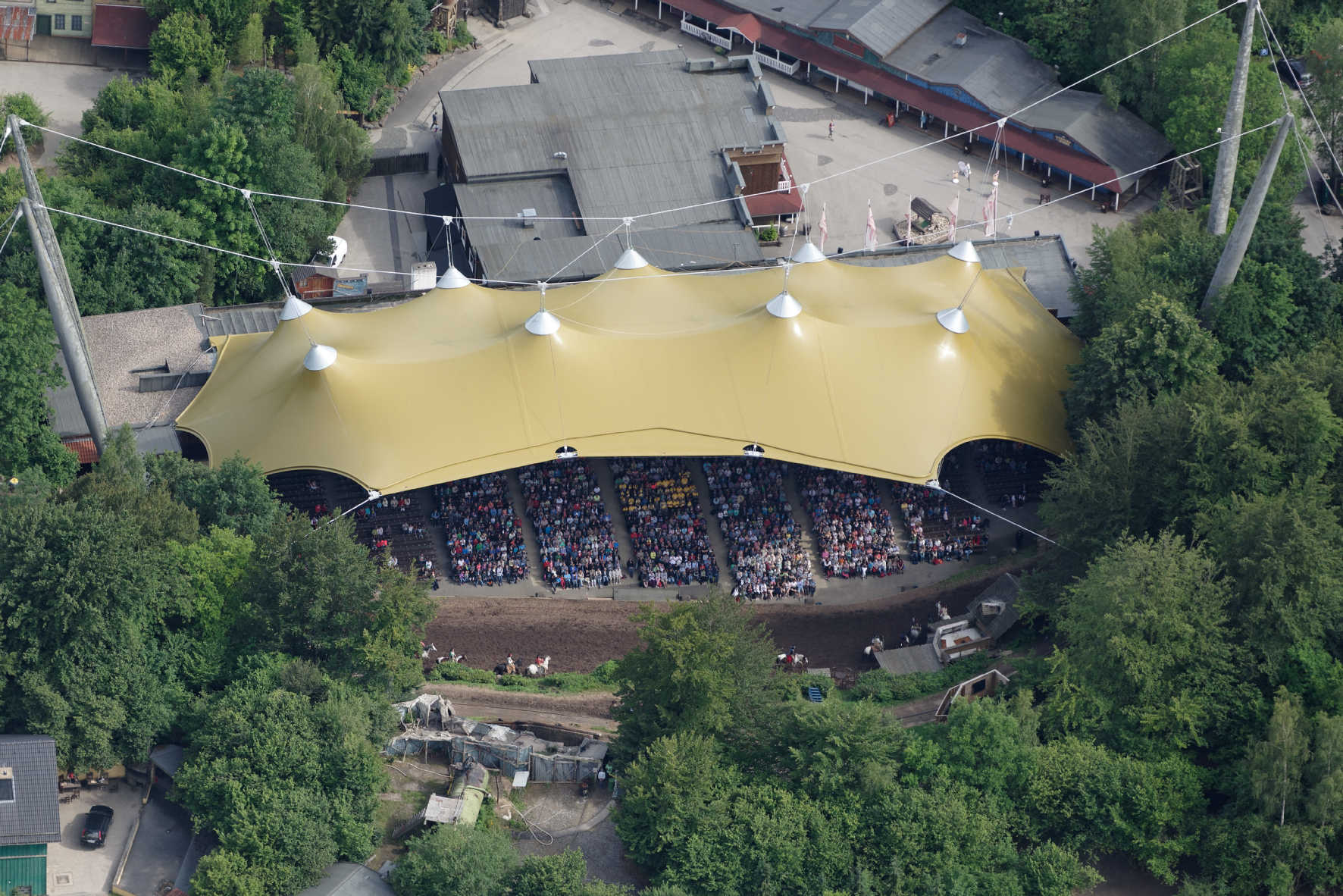
エルスペ・フェスティバル

「エルスペ・フェスティバル」は、エルスペ地区で開催され、様々なショーが上演される「カール＝マイ演劇祭」の1989年以降の公式名称である。1976年から1980年まで、および1982年から1986年まで、ウィネトー役で映画俳優として知られるピエール・ブリースが芝居にゲスト出演した。

### 演劇
1946年に設立された文化協会フンデム＝レネ e.V. は、メッゲンのアンネ＝フランク本課程学校の教育センター内にある480席のレネシュタット市立劇場で文化プログラムを開催している。そのプログラムには、演劇、演芸、ミュージカル、コンサート、子供劇が含まれる。

### 映画

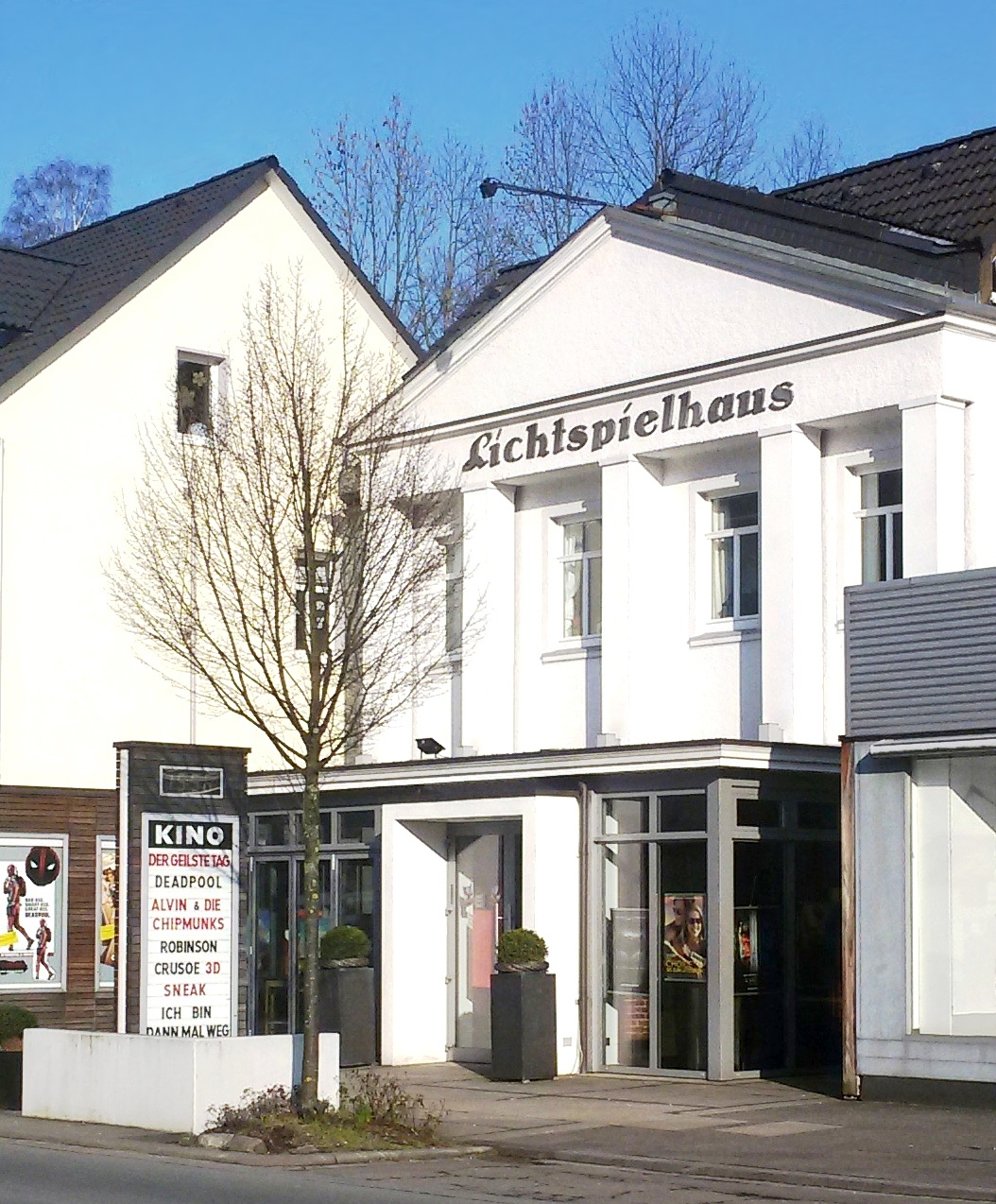
リヒトシュピールハウス・レネシュタット

アルテンフンデムには1916年から（中断を挟んで）映画館が存在する。現在リヒトシュピールハウス・レネシュタットとして映画を上映している建物は、郡内ではオルペ市のシネマコンプレックスを除けば唯一の映画館である。この映画館には3つのスクリーンがある。ノルトライン＝ヴェストファーレン州映画・メディア財団は、この映画館のドイツ・ヨーロッパ映画および青少年にふさわしい映画の選択における優れたコンセプトに対して2015年に2つのプログラム賞を授与し、その経営者を功績をたたえた。

### 博物館

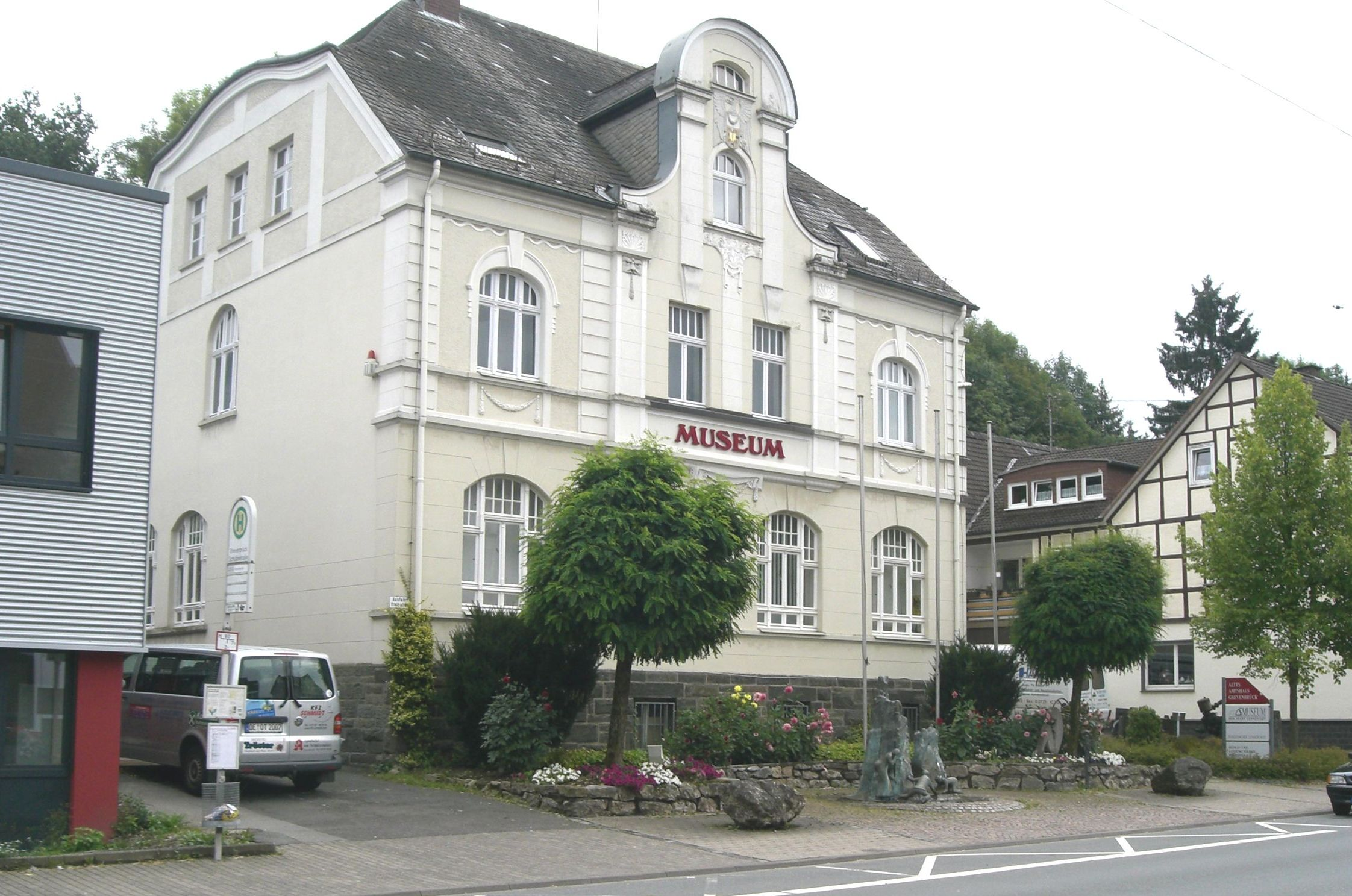
レネシュタット市立博物館

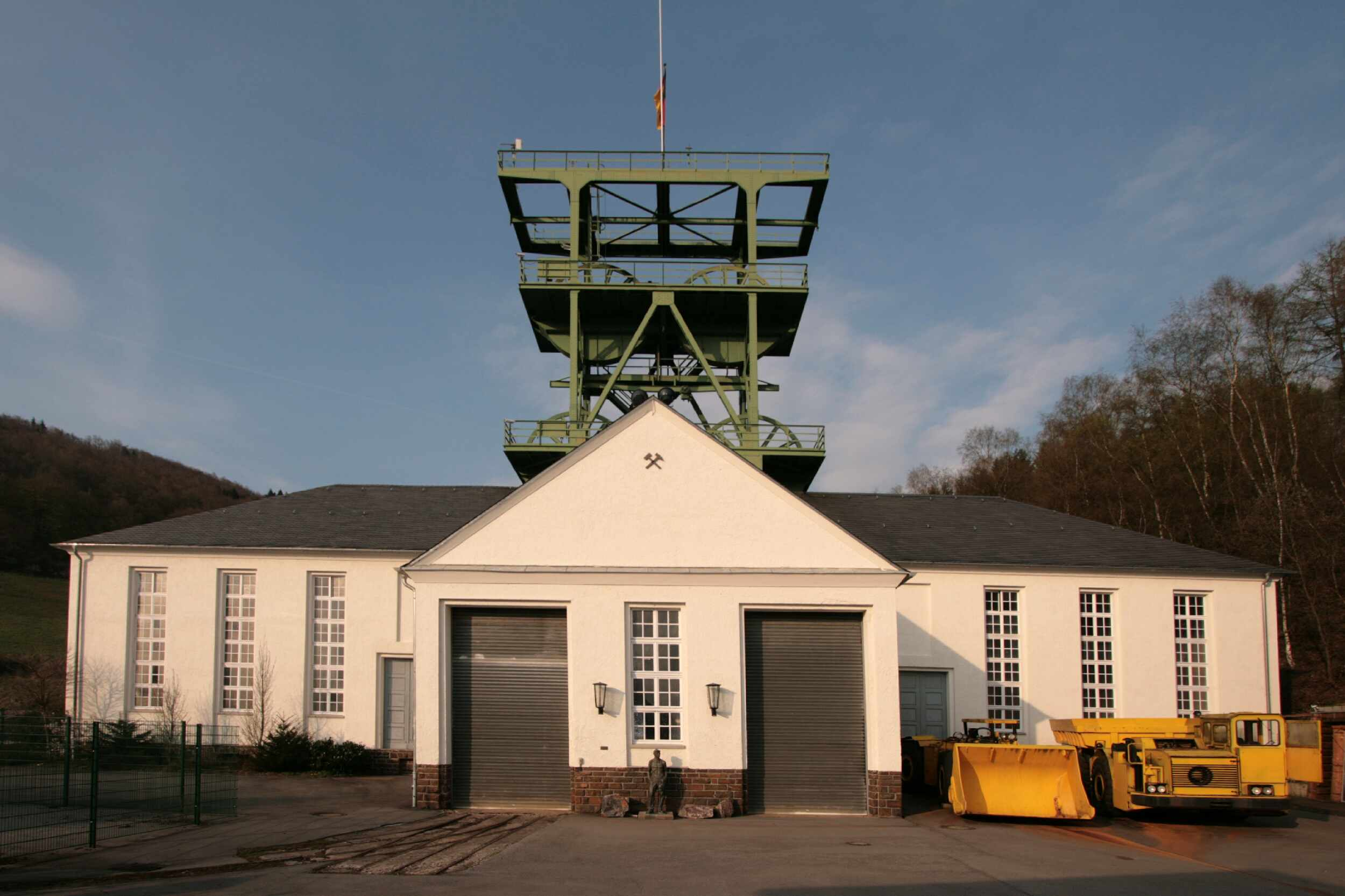
シシリア坑鉱業博物館

グレーヴェンブリュックにはレネシュタット市立博物館がある。同じ建物に市の郷土・地方文化図書館および市文書館も入居している。レネシュタット鉱業文化財保存協会 e.V. は、1998年からメッゲンで、この町の鉱業の伝統を示すシシリア坑鉱業博物館を運営している。
市は、ザールハウゼンの「ゲストの家」に、1969年に亡くなった作家で画家のヨーゼファ・ベーレンス＝トーテノールのために、彼女の作品や遺品などのコレクションを収めたヨーゼファ＝ベーレンス資料室を設けていた。この作家を記念したグライアーブリュックの通りの名が改名されるのに合わせて、ヨーゼファ＝ベーレンス資料室は2014年に一般公開が閉鎖された。資料室の利用は、新しいコンセプトに基づいて行われる。

### 音楽
青少年のためのレネシュタット＝キルヒフンデム音楽学校は、キルヒフンデム地区とレネシュタット市が運営する公立音楽学校である。この音楽学校の科目は、一般的な管楽器、弦楽器、打楽器、鍵盤楽器、撥弦楽器、声楽、4歳から6歳までの早期・基礎教育、18か月からの音楽幼稚園、音楽教師や音感教育がある。約800人の生徒がこの音楽学校で学んでいる。施設は、レネシュタットとキルヒフンデムの基礎課程学校内にある。
伝統的な音楽クラブや金管アンサンブルから1974年に設立された室内管弦楽団コレギウム・ムジクスや青年フィルハーモニー e.V. まで楽器演奏に触れる機会は多くある。青年フィルハーモニーは2002年に、若い才能のあるアマチュア音楽家にプロの音楽家とともに音楽を演奏する機会を与えるという目的で設立された。楽器を学んだ大人たちも地元のオーケストラで新たな仕事への英気を養っている。青年フィルハーモニーのレパートリーは幅広く、古典から現代音楽にまで至る。
音楽ファンは、グレーヴェンブリュックの青年センター OTやユーゲントトレフ・キルヒヴェイシェーデ e.V. のロッカーデ・フェスティヴォルで多彩な演奏を楽しむことができる。
この町の音楽生活のハイライトは、重篤患者の療養所である聖エリーザベト・ホスピスでのホスピスコンサートである。聖エリーザベト・ホスピス協会はこれまで毎年、国内外の音楽シーンで活動するビッグバンドやオーケストラを招いてコンサートを開催している。このコンサートでは、アルテンフンデムのザウアーラントハレは通常最後の1席まで満席となる。
合唱シーンも過去数十年多彩な活況を示している。古くからある男声教会合唱団の他に、数多くの女声、児童、青年合唱団といった幅広いスペクトラムの音楽団体が結成されている。たとえば、近隣のアッテンドルンやフィネントロプの住民も参加しているポップ・ゴスペル合唱団「ジャスト・フォー・ファン」、様々な下部団体を有するコールユーゲント・グレーヴェンブリュック、オーバーエルスペの児童少年合唱団「ヤング・ヴォイス」などである。

### 建造物

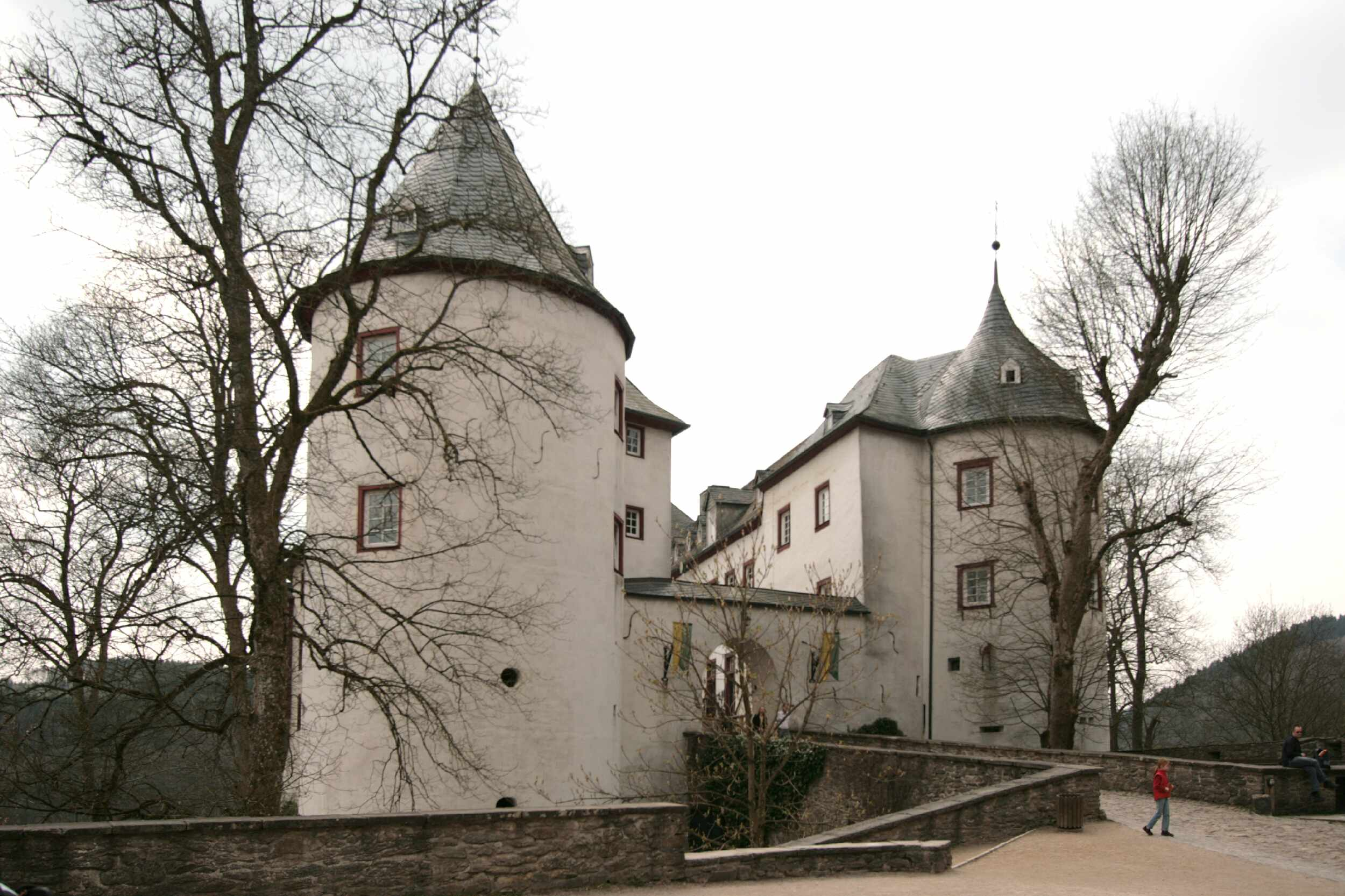
ビルシュタイン城

有名な建造物としては、すでに述べた博物館の他に、ビルシュタイン城、グレーヴェンブリュックのメロ戦争記念碑、ホーエ・ブラハト展望塔、アルテンフンデム駅、グレーヴェンブリュックの駅舎、主にキルヒファイシェーデで見られる地域特有の形式の何棟かの木組み建築、エーディンゲンのリントローの泉、連邦道 B55号線エーディンゲン近郊の「街道の聖母」像がある。メッゲンには、その革新的なデザインのために何度も表彰された「ザウアーラントのピラミッド」がある。エルスペのゲレシュタットにある新しいドルフプラッツ（村の広場）も見応えのある建造物である。この広場は2014年6月初めに完成したのだが、2014年5月18日の式典に伴って、一般公開された。集落の中心の高台に建つ教区教会の段差の内入り口は重要な特徴である。この教会には、帆布で覆われた小さなステージや、さらに上の高台には彫像を持つ泉や休憩用のベンチがある。

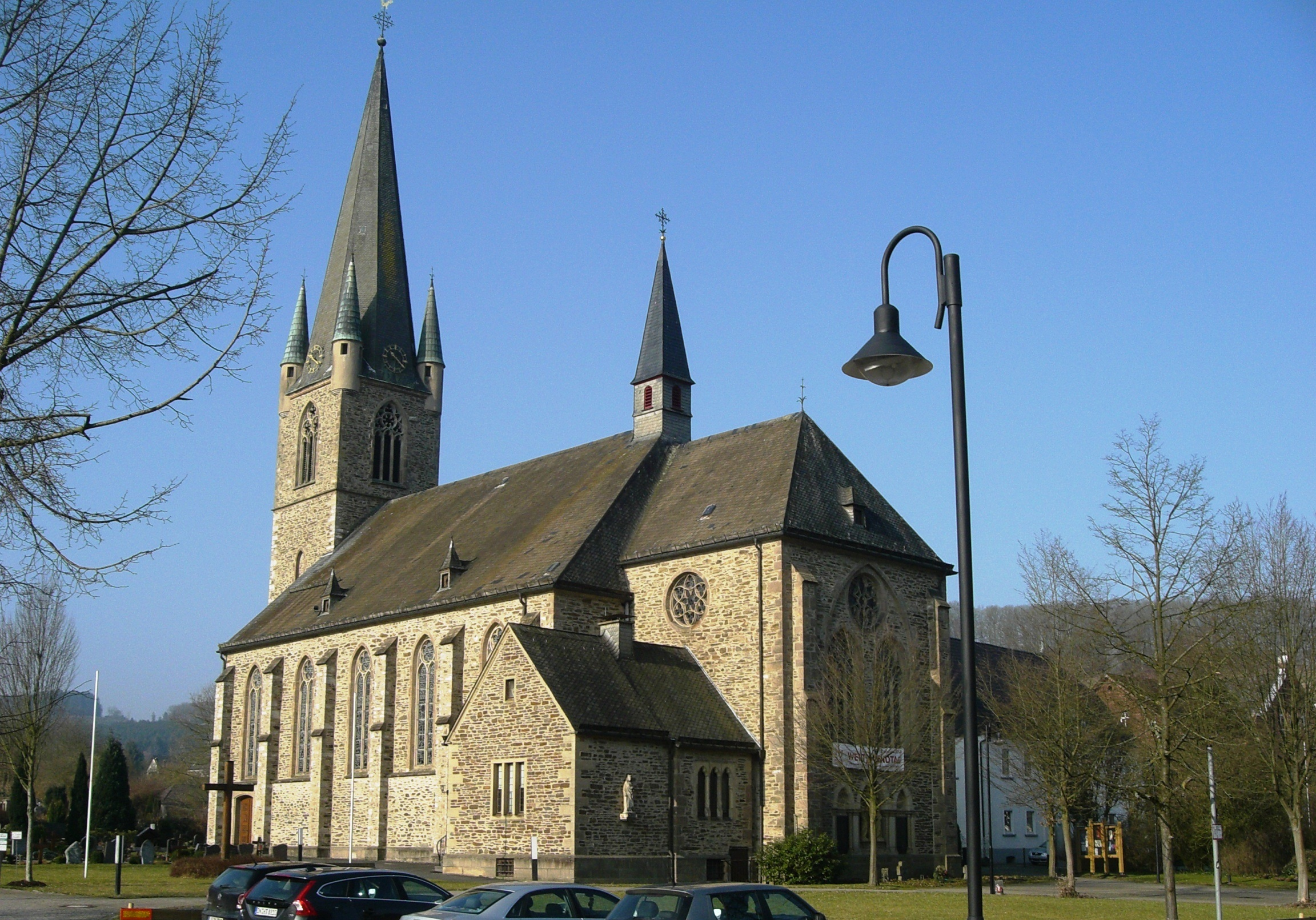
グレーヴェンブリュックの聖ニコラウス教会

見応えがある14棟の教会と18棟の礼拝堂は、街の景観を創り出す特別な地位を占めている。7棟の教区教会と8棟の礼拝堂が保護文化財に指定されている:
- アルテンフンデムのカトリック聖アガータ教区教会（ネオゴシック建築）
- アルテンフンデムの福音主義教会（ネオロマネスク建築）
- グレーヴェンブリュックのカトリック聖ニコラウス教区教会（ネオゴシック建築）
- エルスペのカトリック聖ヤーコブス教区教会（ロマネスク建築）
- キルヒファイシェーデのカトリック聖ゼルファティウス教区教会（初期ゴシック建築）
- メッゲンのカトリック聖バルトロメウス教区教会（ネオロマネスク様式の西塔を持つ）
- エーディンゲンのカトリック聖ブルヒャルト教区教会（ロマネスク様式の塔と古典主義様式の長堂を持つ）
- ザールハウゼンのカトリック聖ヤーコブス教会（ネオロマネスク建築）

18棟の礼拝堂の多くは、たとえばアルテンヴァルベルトやメルベックの礼拝堂のように、単廊式で屋根の上に八角形の小塔を戴いている。
- メロ戦争記念碑
- グレーヴェンブリュック駅
- キルヒファイシェーデ地区の木組み建築群
- エーディンゲンの「リントローの泉」
- エーディンゲンの「街道の聖母」
- ザウアーラントのピラミッド
- ゲレシュタットの村の広場
- アルテンフンデムの聖アガータ教会
- エルスペの聖ヤーコブス教会
- キルヒファイシェーデの聖ゼルファティウス教会
- メッゲンの聖バルトロメウス教会
- エーディンゲンの聖ブルヒャルト教会
- ザールハウゼンの聖ヤーコブス教会

### 自然保護区

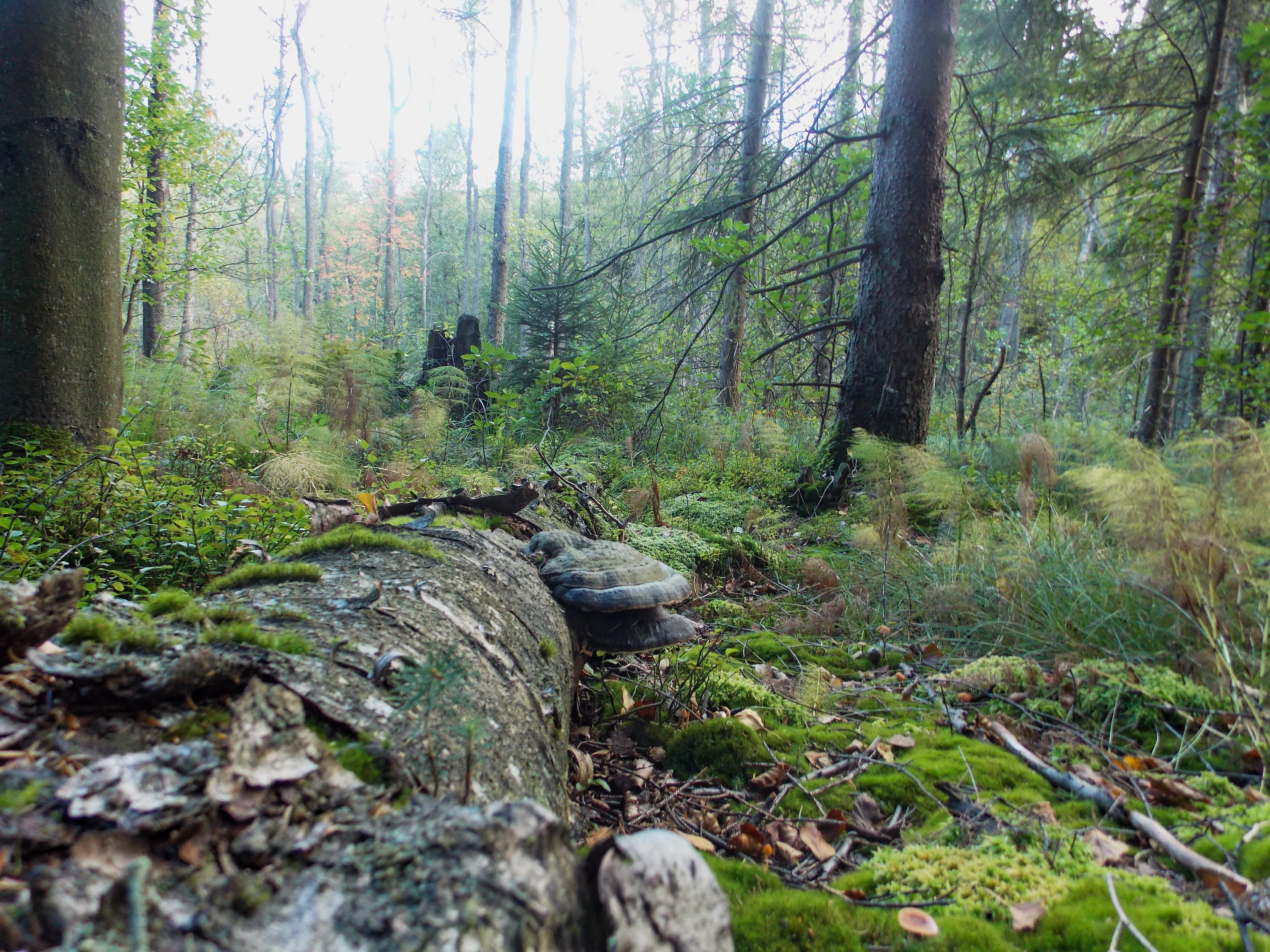
アインジーデライおよびアポルミッケ近郊のブナとハンノキやイチイの木の森自然保護区

市内では2カ所が、欧州動植物生息保護区 (FFH-Gebiet) に指定されている。
- Buchen- und Bruchwälder bei Einsiedelei und Apollmicke（アインジーデライおよびアポルミッケ近郊のブナとハンノキやイチイの木の森、295.8 ha）[77]
- Kalkbuchenwälder, Kalkhalbtrockenrasen und Felsen südlich Finnentrop（フィネントロプ南部のヨーロッパブナの森、半乾燥地の草地と岩石群、220 ha）[78]

後者の一部はフィネントロプやアッテンドルンにまたがっている。

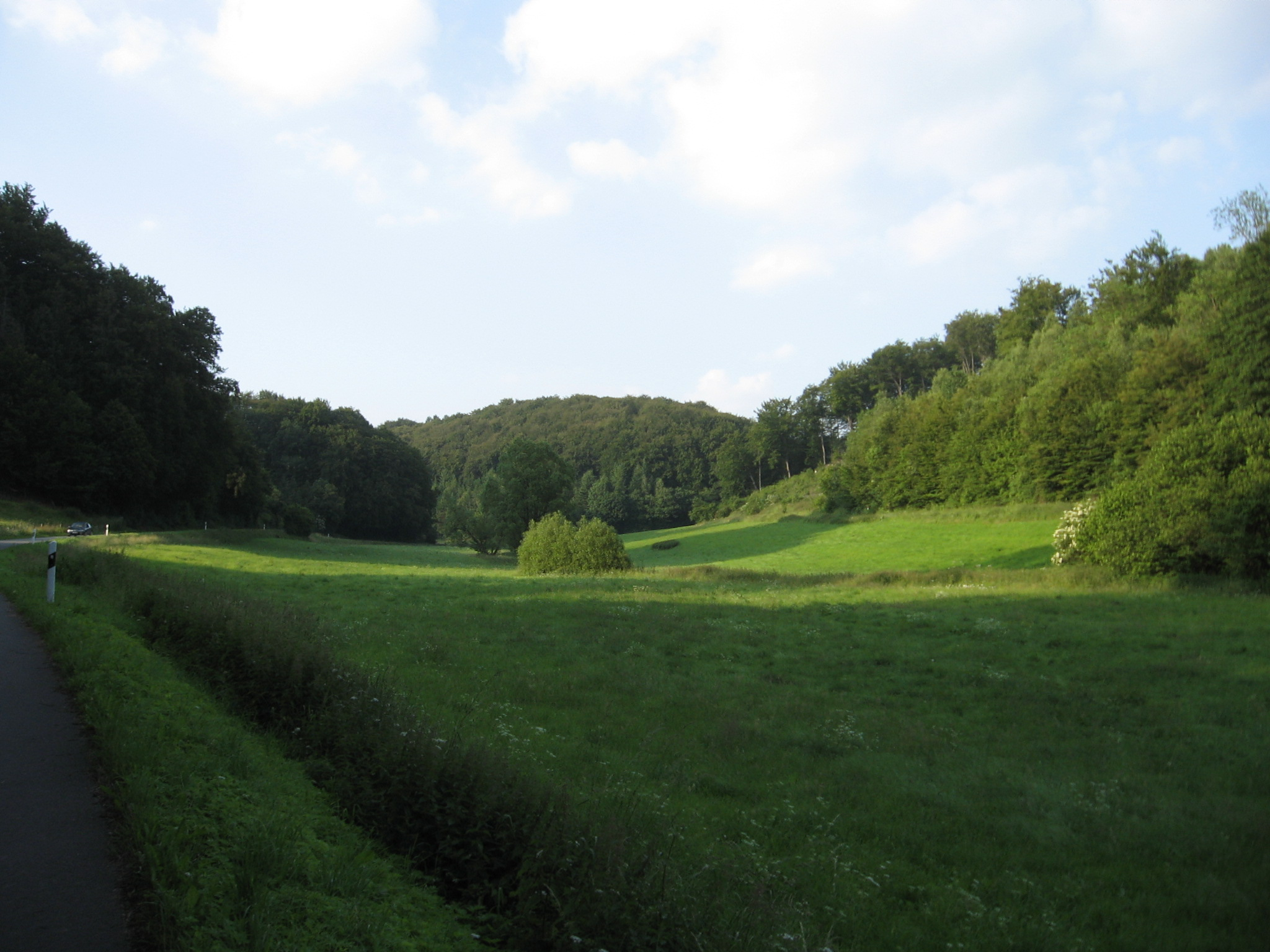
メルベックおよびリューベンカンプ自然保護区

市内には自然保護区 (NSG) に指定された地域が9カ所ある。
- ブライター・ハーゲン（9.7 ha。FFH-Gebietの一部でもある。景観計画地域ではない）[79]
- ヴィルヘルムスヘーエ（9 ha。FFH-Gebietの一部でもある。）[80]
- ヘルトラー（22.4 ha）[81]
- メルベックおよびリューベンカンプ（68.4 ha。FFH-Gebietの一部でもある。）[82]
- リュンパーホルツ（56.1 ha）[83]
- レナッケン（6.3 ha）[84]
- ベーレンロッホ（20.7 ha）[85]
- ヴンダーヴェルトヒェン（0.3 ha。景観計画地域ではない）[86]
- ブーヒェン・ウント・ブルーフヴェルダー・バイ・アインジーデライ・ウント・アポルミッケ（295.8 ha。景観計画地域ではない）[87]
- ビルシュタイン/ローゼンベルク（135 ha。FFH-Gebietの一部でもある。景観計画地域ではない）[88]

自然保護区のうち4カ所はほとんどが、2カ所は一部がヨーロッパブナの古木で覆われている。
レネシュタットには4つの自然文化財がある。
- グライアー岩（0.51 ha）
- リンスライ岩（1.36 ha）
- シュポルケ近郊の採石場（0.19 ha）

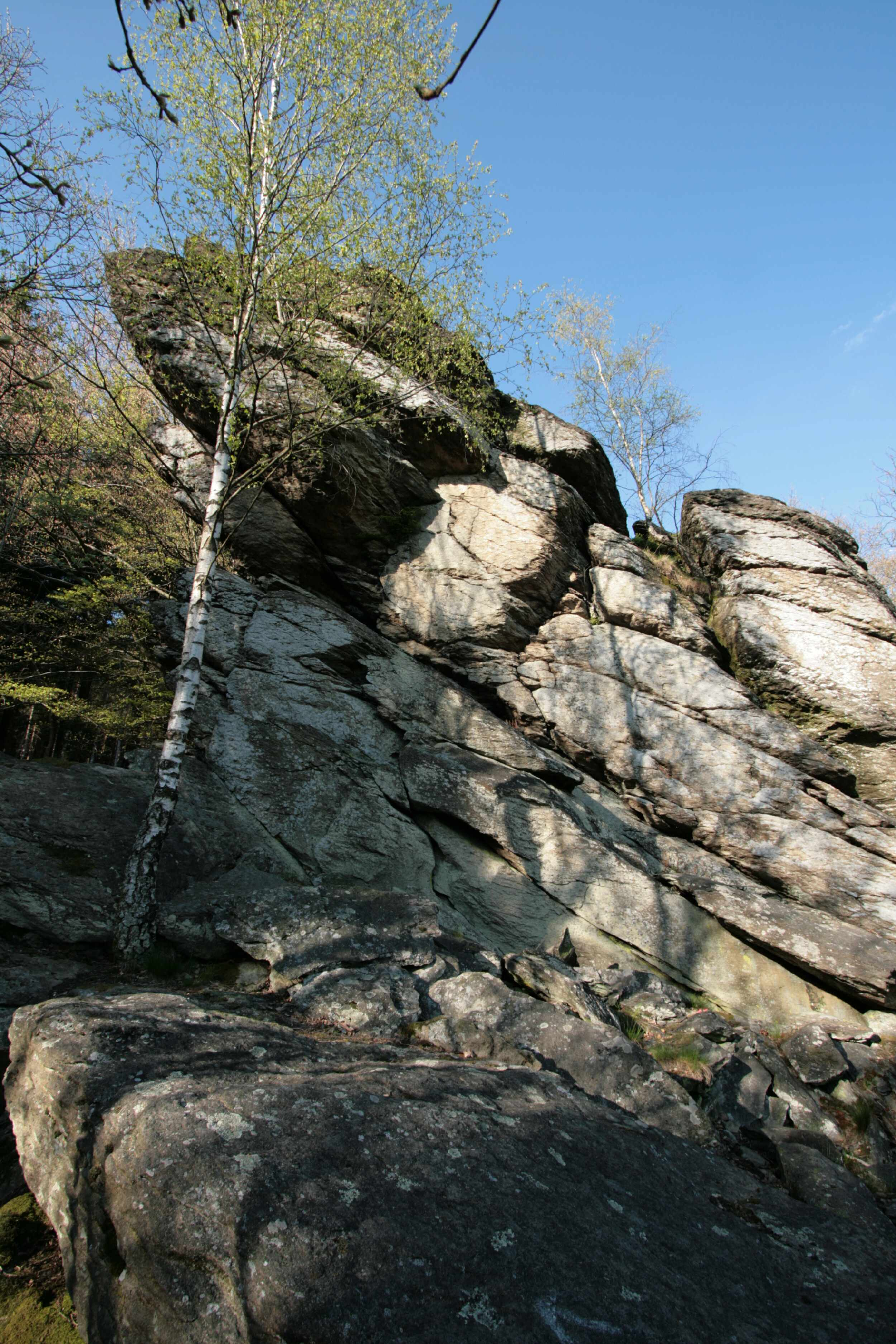
リンスライ岩

- メルベッケとオーバーメルベッケとの間の道路沿いのセイヨウカジカエデの木

市内にはさらに4つの保護対象の景観形成要素 (LB) がある。これらは 0.47 ha から 6.79 ha の広さである。3つが旧採石場、1つがスプリング・スノーフレークの自生地である。
市域の全域がザウアーラント＝ロタール山地自然公園の一部である。その大部分が1960年代の市の創設から景観保護地区に指定されている。2006年11月30日に市域東部に対してエルスパー・ゼンケ＝レネベルクラント景観計画が適用された。これにより、すでに家屋が建っている集落部分や建設計画の適用地域を除くすべての土地が、自然保護区などのより高度な状態にない限りは景観保護地区となるというものである。この景観保護地区は2つのカテゴリに分けられる。タイプ A は一般的な景観保護地区、タイプ B が特別景観保護地区である。タイプ A の景観保護地区では建造物の建設や、植林の開始、クリスマスツリー栽培地の新設が禁止されている。タイプ B ではこれに加えて、草地や休閑地の多目的への転用が禁止されている。タイプ A の景観保護地区が1つの土地で形成されているのに対して、タイプ B は多くの部分的な地域が集まって形成されている。景観保護地区以外では、市域の一部は2004年12月8日にアルンスベルク行政管区によって指定されたオルペ郡景観保護地区の一部となっている。景観保護地区に指定されていない郡域のほとんどがこれに含まれている。市内では 3,039 ha がオルペ郡景観保護地区に属す。規定は、タイプ A 景観保護地区とほぼ同等である。
市域内には、その希少性から保護対象となっているビオトープが数多くある。たとえば、水源地や岩石群などである。これらは希少性に従って指定されており、上記の保護カテゴリーとは無関係である。
レネシュタットには、ナベコウ、アオサギ、オオタカ、アカトビ、ワシミミズク、ワタリガラスなど大型の鳥類が飛来する。

### 史跡

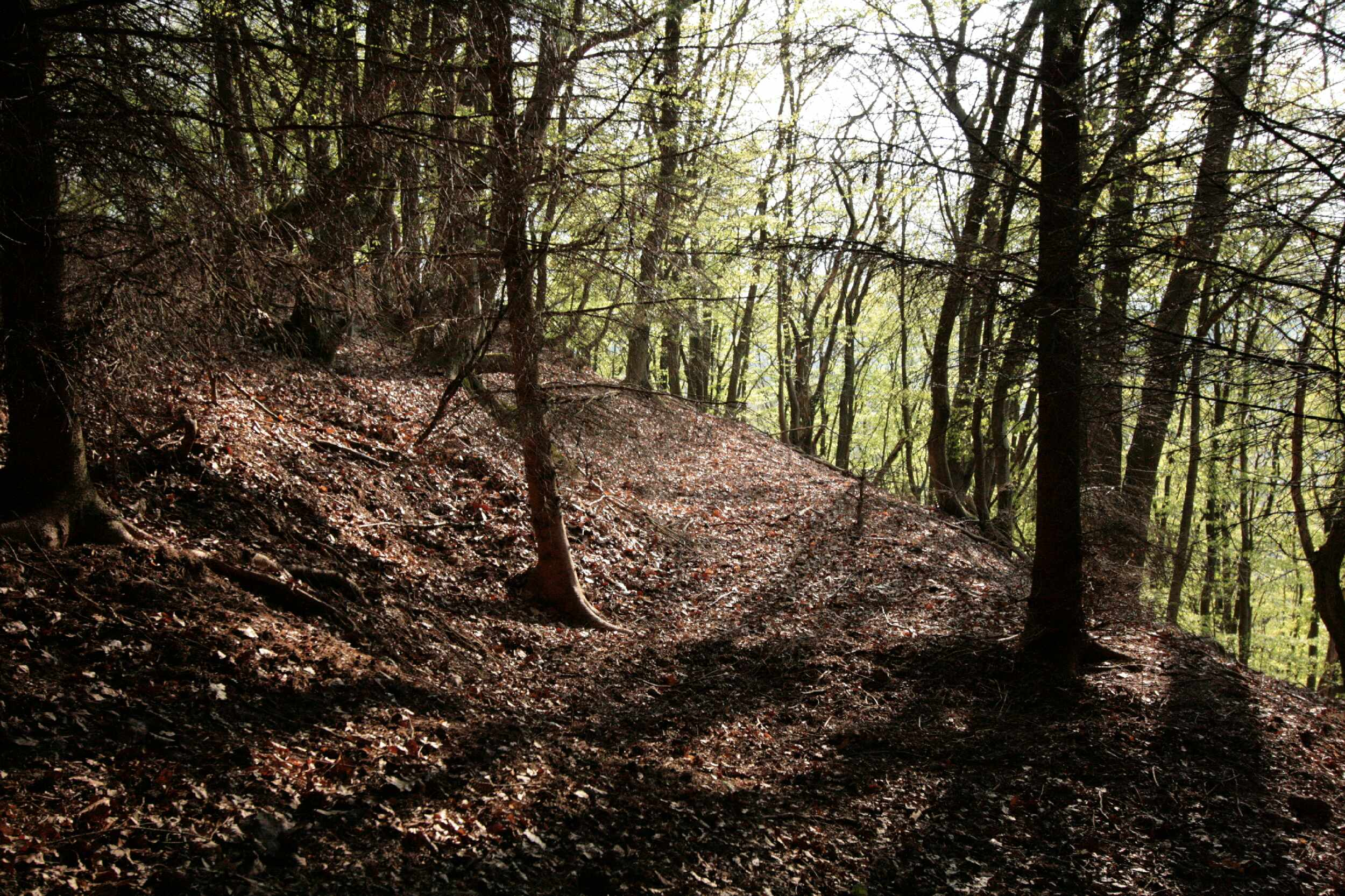
カーレ城砦跡

市域内には、12件の史跡がある。史跡は、主に土塁城砦、墳墓、切り通しの道である。この他に城跡や修道院跡もある。
土塁城砦は、大きな人口集団の避難城砦であった。これは紀元前からすでに大きな集落が形成されていたことを推測させる。よく知られている土塁城砦は、エルスペ近郊のヴァイレンシャイト城砦、カーレ城砦、ホーフキュール城砦、ホーアー・レーンブルク城砦などである。
墳墓については、新石器時代後期の埋葬習慣が最も古いものである。これは紀元前の時代からこの地域に定住がなされていたことを示している。よく知られている墳墓は、グレーヴェンブリュック近郊ヒルテンベルク墳墓やエルスペ近郊のリューベンカンプ墳墓がある。
切り通しの道については、その始まりについての詳細は不明が、中世初期にはすでに重要な広域交易路があったことが判っている。保存されているのは特に森の中の道である。これらは、道として固定されていなかった場所を長年にわたって踏み固めたことでできあがった。この固定された史跡は、中世の道路網の種類や広がりなどに関する広範な知見をもたらしうる考古学上の情報源となっている。たとえばオーバーヴァルベルト近郊の切り通しの道やシュポルケ近郊のモントシャインなどである。
1395年に初めて文献に記録されているグレーヴェンブリュックは、中世には税関の近くにあるレネ川を渡る橋であった。6本の中世の重要な街道がここに集まり、初めは歩いて、後には橋でレネ川を渡っていた。ケルンとカッセル/ライプツィヒとを結ぶ中世の軍事・交易路であるハイデン街道、先史時代からボンとパーダーボルンとを結んでいた古いローマ街道（ヌートシャイト街道とも呼ばれた）、軍事道路と並行してジーゲンとゾーストとを結ぶ古道がここに集まっていた。徒渉地は、その近くに13世紀に建設されたペーパーブルクや、ハイデン街道に関してはもっと古いヴァイレンシャイト城砦によって護られていた。ロムケ近郊の「ヘールヴェーク」（直訳: 軍の道）やグレーヴェンブリュックの「ケルナー通り」という通りの名前は、古い広域街道に由来している。
この他の注目すべき史跡として、ペーパーブルク城跡や修道院跡、城跡、エーディンゲン領主館跡がある。

### 公園
ルフトクアオルトとして有名なザールハウゼン市区には、メイン通りや多くの駐車場からアクセス可能なクアパークがある。ここでは、短い散策路や長い遊歩道が利用できる。多彩な樹木や低木が植えられ、池が設けられた手入れの行き届いた緑地のベンチが居心地のよい空間を創りだしている。この公園は、2015年に実行された「タールヴィタール・イン・ザールハウゼン」プロジェクト（振興プログラム「レネシーネ」の一環）で美化がなされた。この施策に伴ってレネ川沿いに 1.6 km の新しい遊歩道が設けられた。音楽堂周辺では池が拡大され、中の島が設けられた。

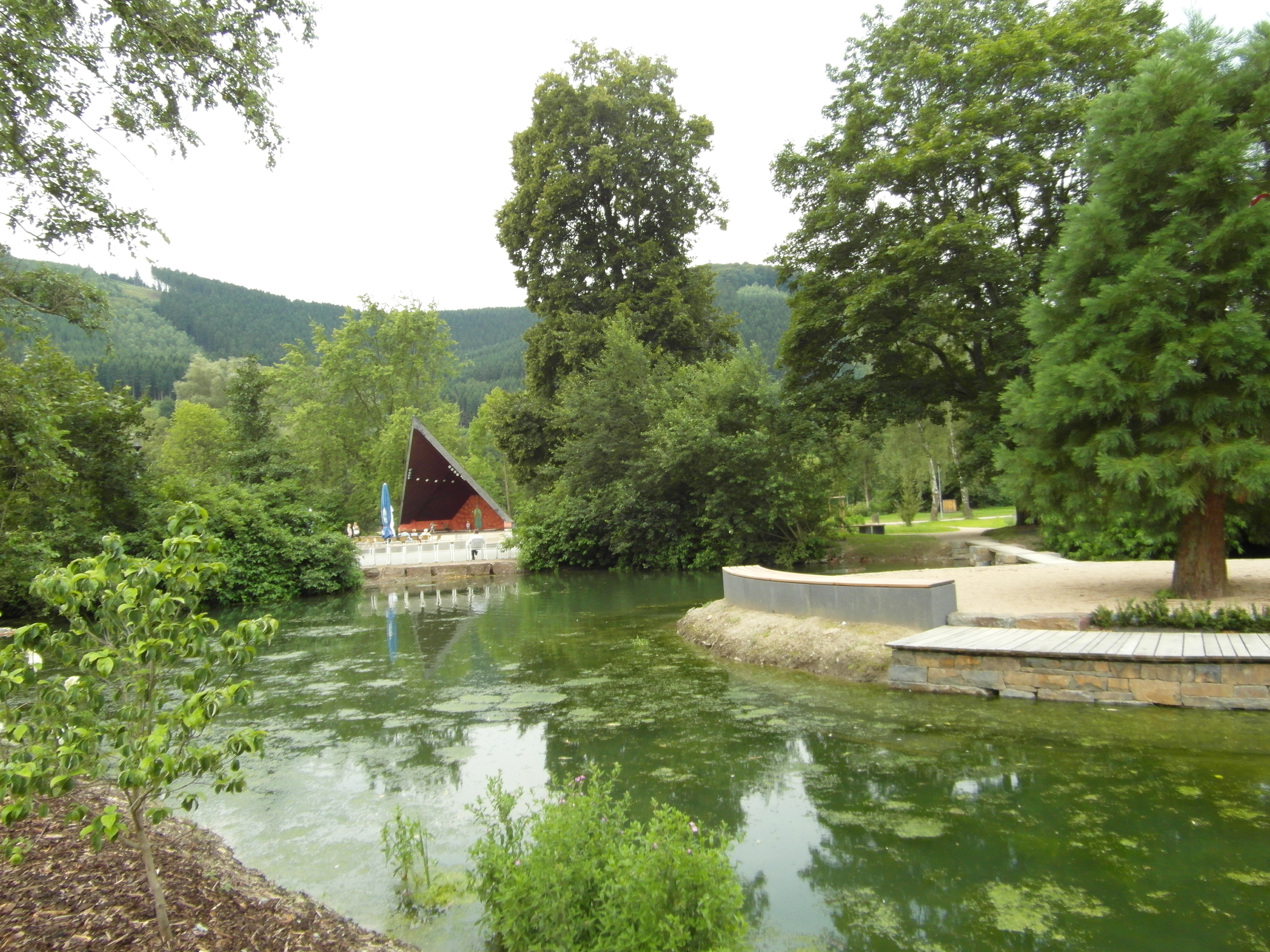
クアパルク・ザールハウゼン。コンサートパビリオンとそれに隣接する池と中の島

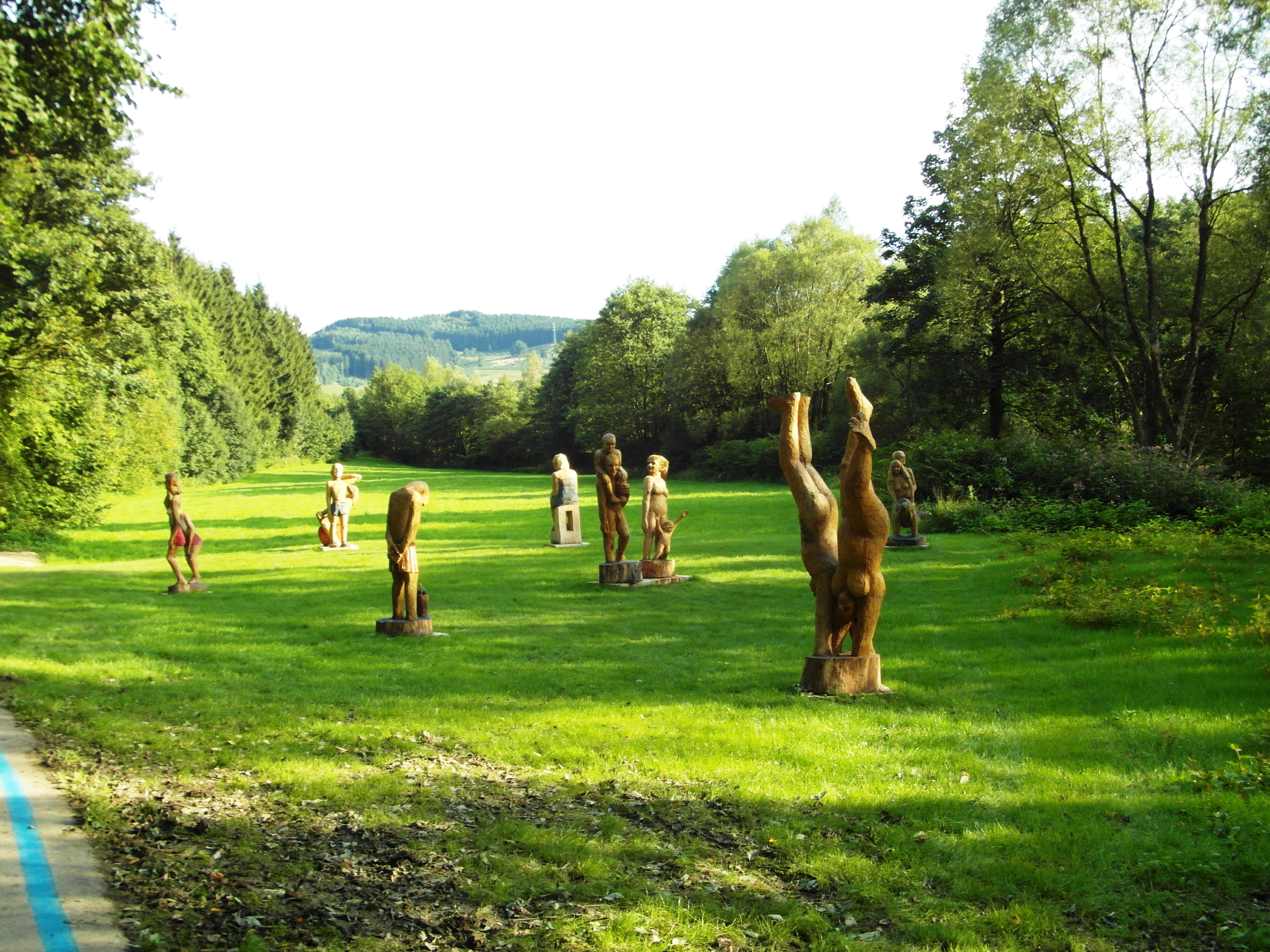
テーテンの彫刻公園

ビルシュタインはルフトクアオルトに指定されていないが、やはり小さな公園を有している。
エーディンゲン地区は、2011年初めにファプリス・ヴィーゼの敷地に新たに造られたレジャーパークを開業した。広さは約6000 m2 で、自然の小川、池、ツリーハウス、キャンプファイアー広場、泉、リフトなどがあるレジャー施設である。
2015年夏にテーテン集落の入り口のレネ川沿いの草地に小さな彫刻公園が設けられた。「レネシュトラント」（直訳: レネ川の水際）群像はエッセンの彫刻家ローガー・レッヒャーバッハにより制作された。それぞれの像は1本の木材から彫られている。群像の素材も印象も周囲の環境に良いハーモニーで融合している。このプロジェクトは、地元の金融機関による経済的支援を受けた。

### 躓きの石
ケルンの芸術家グンター・デムニヒは、2008年4月末に、アルテンフンデム、エルスペ、アルテンヴァルベルト、グレーヴェンブリュックに合わせて15基のストルパーシュタイン（躓きの石）を埋設した。これは国家社会主義独裁によって殺害された犠牲者を追悼するものである。2009年6月にはさらにビルシュタインに1基が埋設された。ストルパーシュタインはそれぞれの犠牲者が最後に住んだ場所の前に埋設された。
レネシュタット市は、この「躓きの石」活動の公的な支援者となった。
16基のストルパーシュタインのうち、13基はユダヤ人排斥によって殺害された犠牲者、3基は安楽死プログラムによって殺害された市民を追悼している。

### 年中行事
大きな集落のすべてで毎年開催される射撃祭は年中行事の1つである。この他に毎年8月には、何日にもわたる市祭がアルテンフンデムで開催される。市祭は、2005年からはザウアーランダー・シュトラーセンムジーカー＝フェスティバル（直訳: ザウアーラントの路上音楽家祭）と一緒に開催されている。メッゲン、グレーヴェンブリュック、ザールハウゼン、ビルシュタインでは、地元のカーニバルサークルが、毎年バラの月曜日にメインイベントとしてパレードを行っている。市外にも知られているのは、スミレの火曜日に行われるグレーヴェンブリュック・カーニバルクラブのパレードである。

### スポーツ
市内各地区には合わせて 50以上のスポーツクラブ、ハイキングクラブ、レジャークラブが体を動かしたり、休養したりする機会を提供している。伝統的なスポーツ種目であるサッカー、ハンドボール、陸上競技、テニス、体操、水泳、自転車、スキーの他に、スカイスポーツ、モータースポーツ、空手、テコンドー、ダンスなどの部門もある。
シニア、ジュニア、女性、少女チームを持つ約15のサッカークラブのために、2004年から2007年にいくつかの新しい人工芝競技場が設けられた。レネシュタット市民は、合わせて11の人工芝競技場および1つの天然芝競技場（トロッケンブリュックにある）を利用することができる。陸上競技振興のために、グレーヴェンブリュックの競技場は、400 m の周回トラック、高跳び、幅跳び、棒高跳び用の施設が拡充された。屋内スポーツ競技には11カ所の体育館が利用可能である。メッゲンの屋内プール「レネ・テルメ」には水泳やサウナの時間の他に、アクアフィットネスや水中体操のコースも設けられている。ここではいくつかの上級学校や障害者スポーツ協会がトレーニングを行っている。エルスペとグレーヴェンブリュックは、学校に学習用プールを有している。ビルシュタインとザールハウゼンでは、住民活動の協力を得て古い屋外プールを改良し、魅力的な自然屋外プールとして再オープンさせた。マウンテンバイク愛好者やロードサイクリング愛好者は、ザールハウゼンで練習や競技会を開くのに好適な環境を見いだすことができる。
ホーエ・ブラハトやハルバーブラハト周辺では冬になるとスキー競技のために数多くのロイペやリフトが設けられる。2003年以降、これらのウィンタースポーツ施設は、当時設立されたウィンタースポーツ＝アリーナ・ザウアーラントに属している。
オルペ郡ハンググライダークラブは、ザールハウゼンのドルベルクにハンググライダーおよびパラグライダー用の滑空場を有している。

## 経済と社会資本

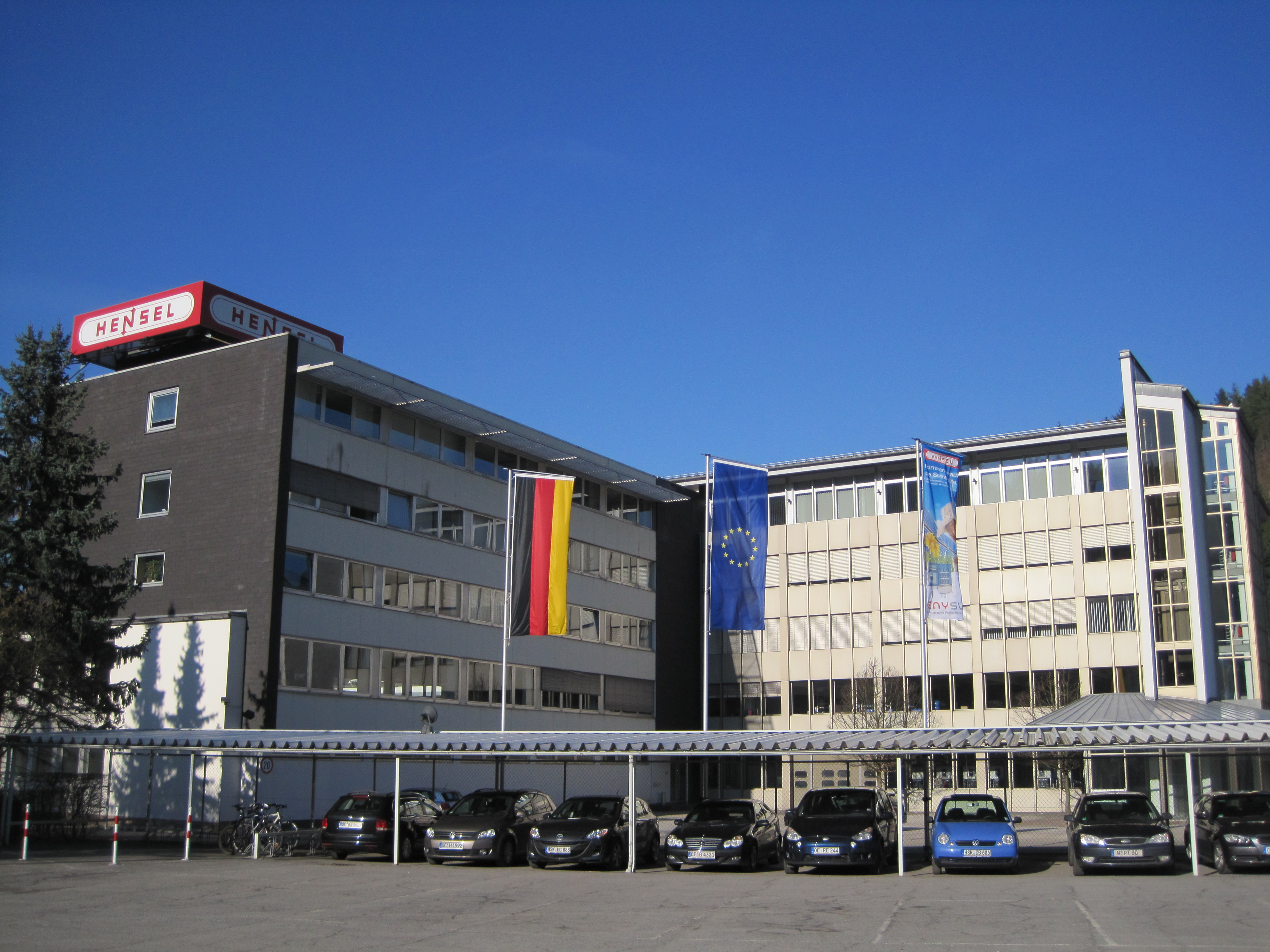
アルテンフンデムのヘンゼル企業センター

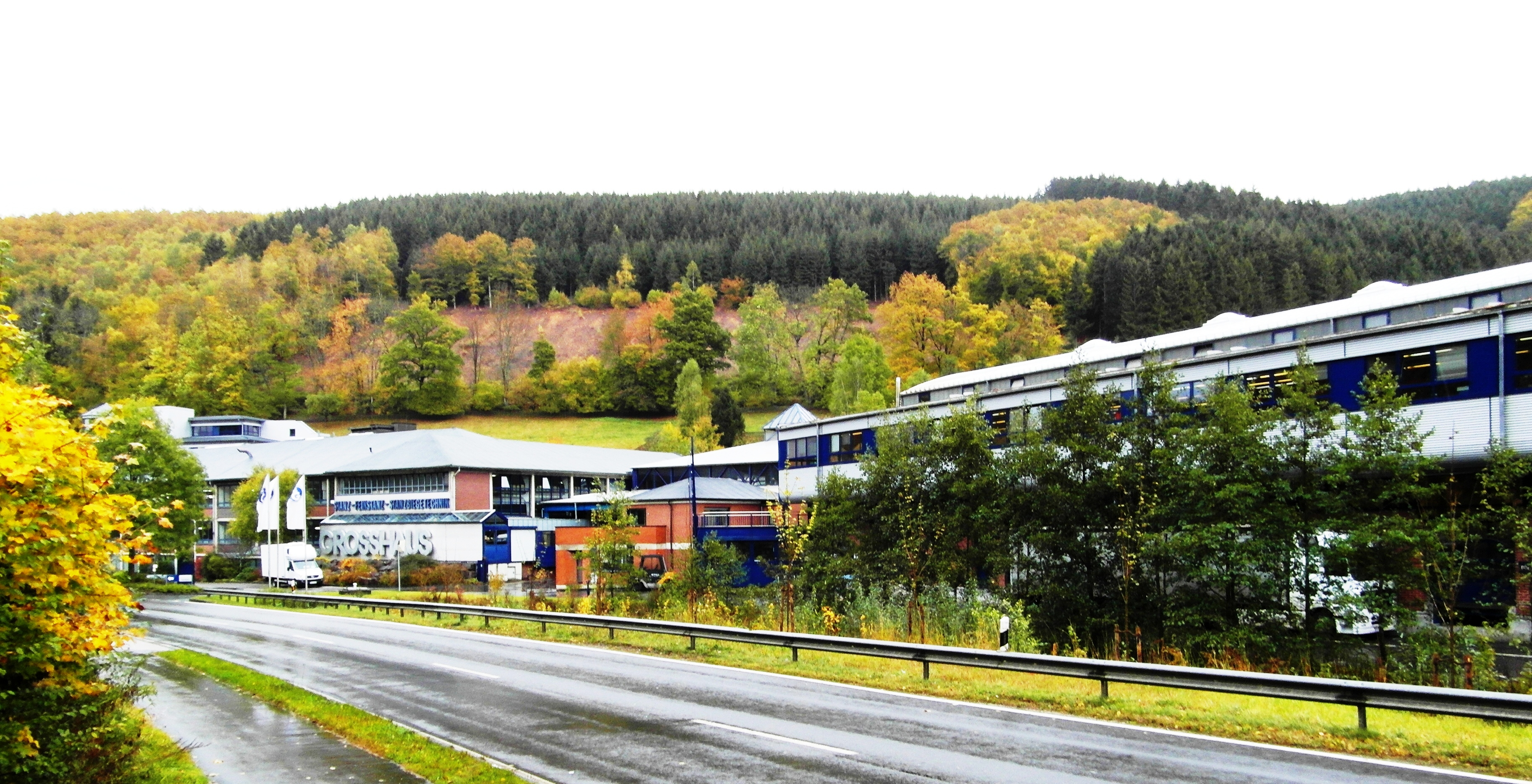
ボンツェラーハンマーのエゴン・グロスハウスの社屋

### 経済構造
鉄道ハーゲン - アルテンフンデム - ジーゲン線開通後の構造変化は、レネシュタット地域に金属加工業の大きな進展をもたらした。レネシュタット地域の社会保険支払い義務のある就労者（2015年6月30日時点で 9,400人）のうち、52.2 % の比較的高い割合が製造業を含む加工系企業に勤めている。ノルトライン＝ヴェストファーレン州全体の平均値は 27.8 % である。レネシュタットの雇用状況について、2018年11月のオルペ郡の失業率は 3.1 % であった。
大きな購買力流出を背景に、2002年、小売業者の主導でレネシュタット市が支援してシュタットマーケティング・レネシュタット e.V. が創設された。3人の協会運営理事、9人の役員（2019年1月現在は1名は空席）、176人の会員・支持者がこの協会に属している。科学的な裏付けに基づき策定されたマーケティングコンセプトの実施により、10年間で Kaufkraftbindungsquote は 20 % 近く上昇し、98 % となった。現在は購買力の市外への流出はほとんどない。この発展は、特にショッピング＝ボーナスシステム（「シャッツカルテ」）の導入と、アルテンフンデムの駅前地区の再開発に伴い新しい店舗が進出したことによる影響によるものである。レネシュタットの小売業のポジティブな状況は、ジーゲン商工会の Handelszentralität 調査によっても評価されている。この指標は、（人口1人あたりの）小売売上高の小売購買力に対する比を意味している。2006年のレネシュタットのこの指標は 100.9 であった。これは、市外からレネシュタットにわずかに購買力が流入するバランスのとれた状態を表している。
1902年のグレーヴェンブリュック・カルク工場の設立は、グレーヴェンブリュックにとって大きな経済的意義を持っていた。エゴン・グロスハウス（自動車部品、湾曲加工技術）、H & R 特殊発條、ヘンゼル（電気配線と分配システム）、トラクト＝テクニーク（特殊機械と湾曲加工技術）、ヴィーガ（衛生・暖房システム）といった企業が地域を超えた知名度を獲得している。
観光や山歩き、サイクリング、農場での休暇といったレジャー分野も無視することはできない。この分野では、ザールハウゼン、ミルヒェンバッハ、ランゲナイ、グライアーブリュック、ビルシュタイン城を有するビルシュタイン、エルスペ（エルスペ・フェスティバル）が際立っている。

### 公共機関

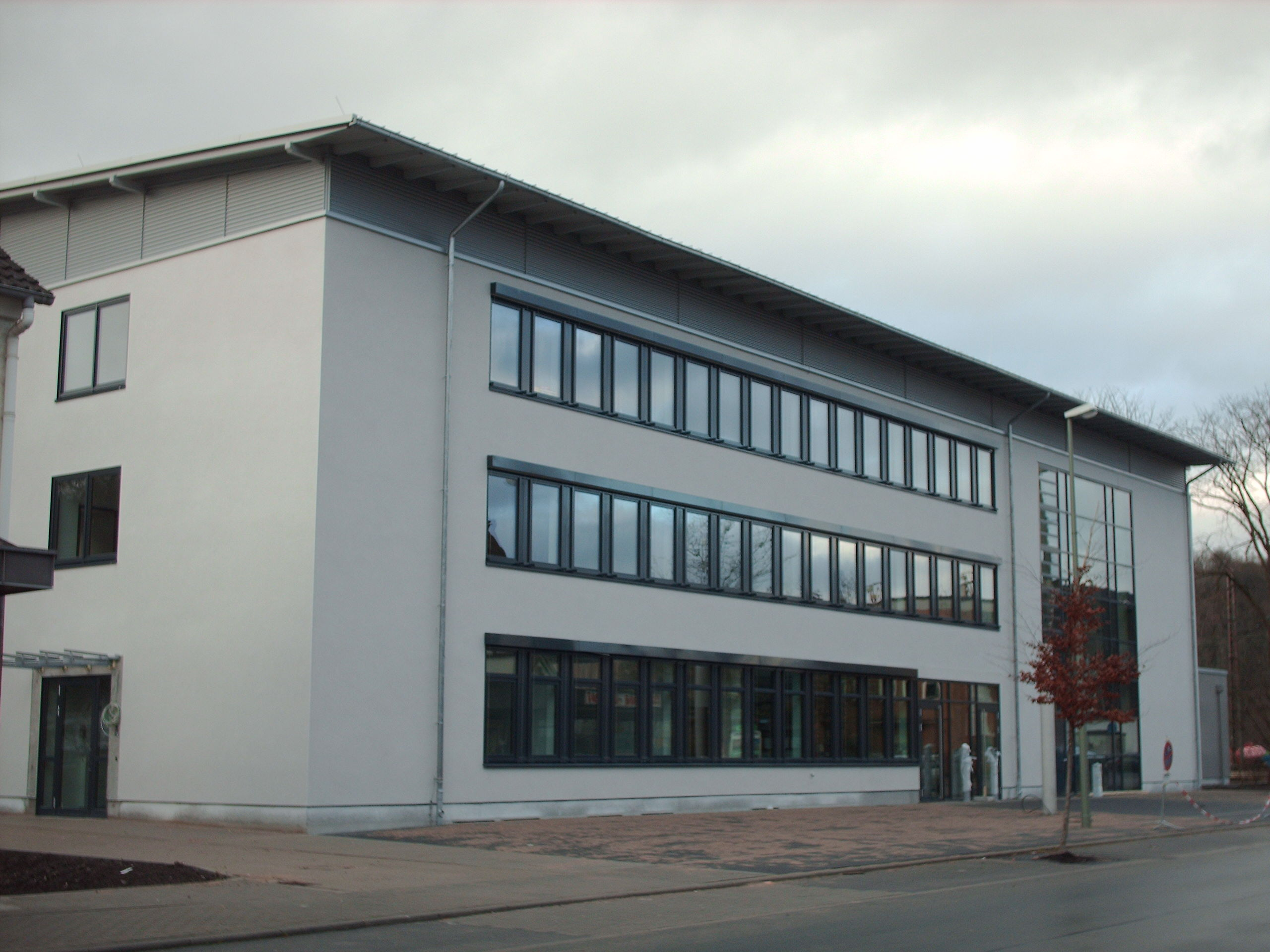
レネシュタット区裁判所

#### 市庁舎と区裁判所
アルテンフンデムには、ノルトライン＝ヴェストファーレン州の地域再編後の1970年代に建設されたレネシュタット市の市庁舎がある。レネシュタット区裁判所はグレーヴェンブリュック地区にある。

#### 郷土・地方民俗図書館/市文書館
図書館は、約 3000点の論文や雑誌を収蔵している。これらは、歴史全般、郷土史、民俗学、家門史、教会史、法律史、社会史、芸術史、技術史、経済史に関する文献である。書物の大部分は4週間無料で貸し出される。レネシュタット市文書館はレネシュタットの都市史のあらゆる断片を収蔵する市の中央機関である。文書館は、19世紀にまで遡る都市史上重要な文献をレネシュタット市の記憶として収蔵しており、市民は閲覧、活用することができる。

#### アルテンフンデム聖ヨーゼフ＝ホスピタル

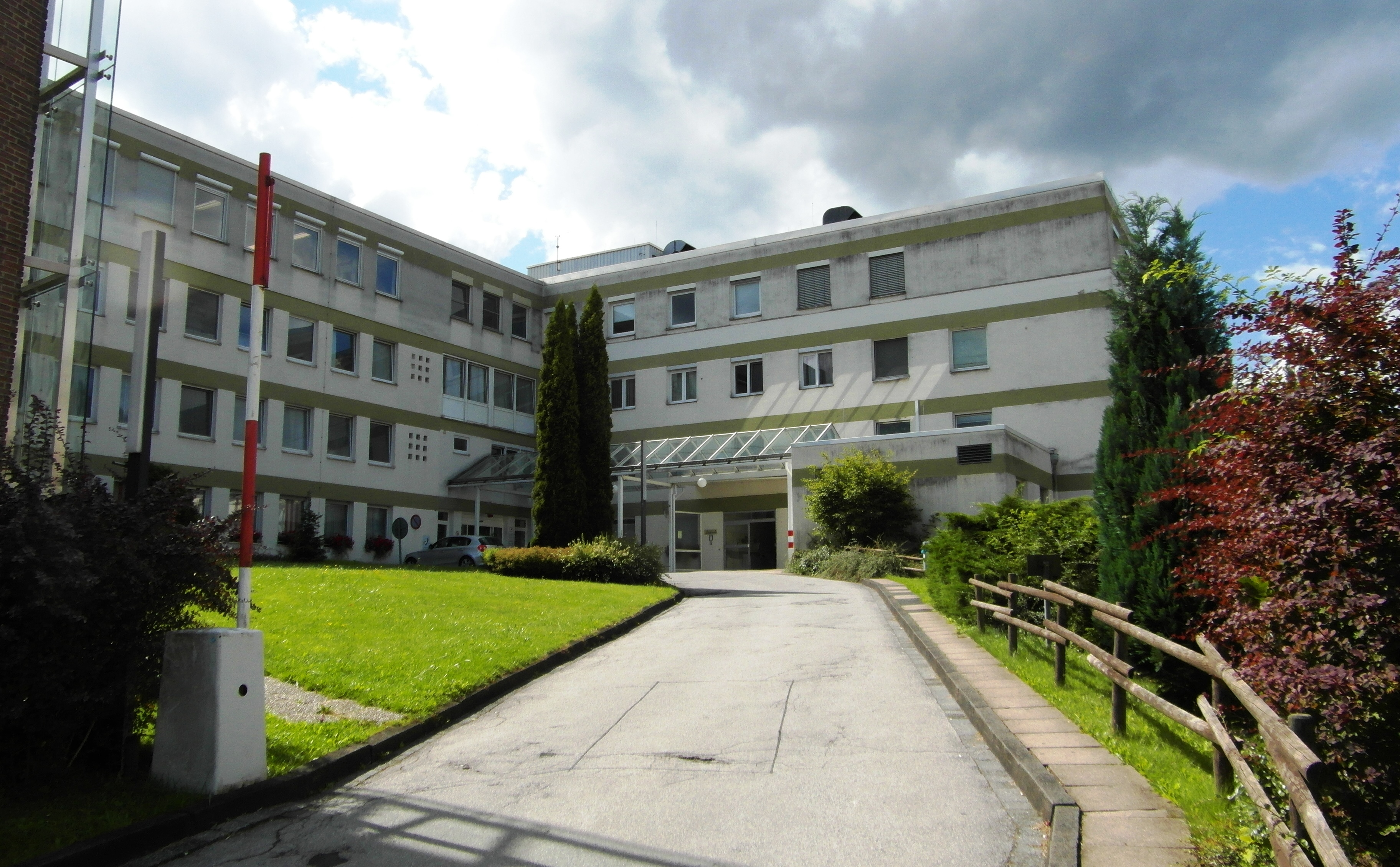
聖ヨーゼフ・ホスピタル

病床数約 190床の聖ヨーゼフ＝ホスピタルは、オルペの聖マルティウス病院とともにオルペの南ヴェストファーレンカトリック病院協会 GmbH に属している。この他に、他の専門病院と共同の3つの専門センター（胸部センター、内臓センター、血管センター）がある。

### 交通

#### 公共旅客近郊交通

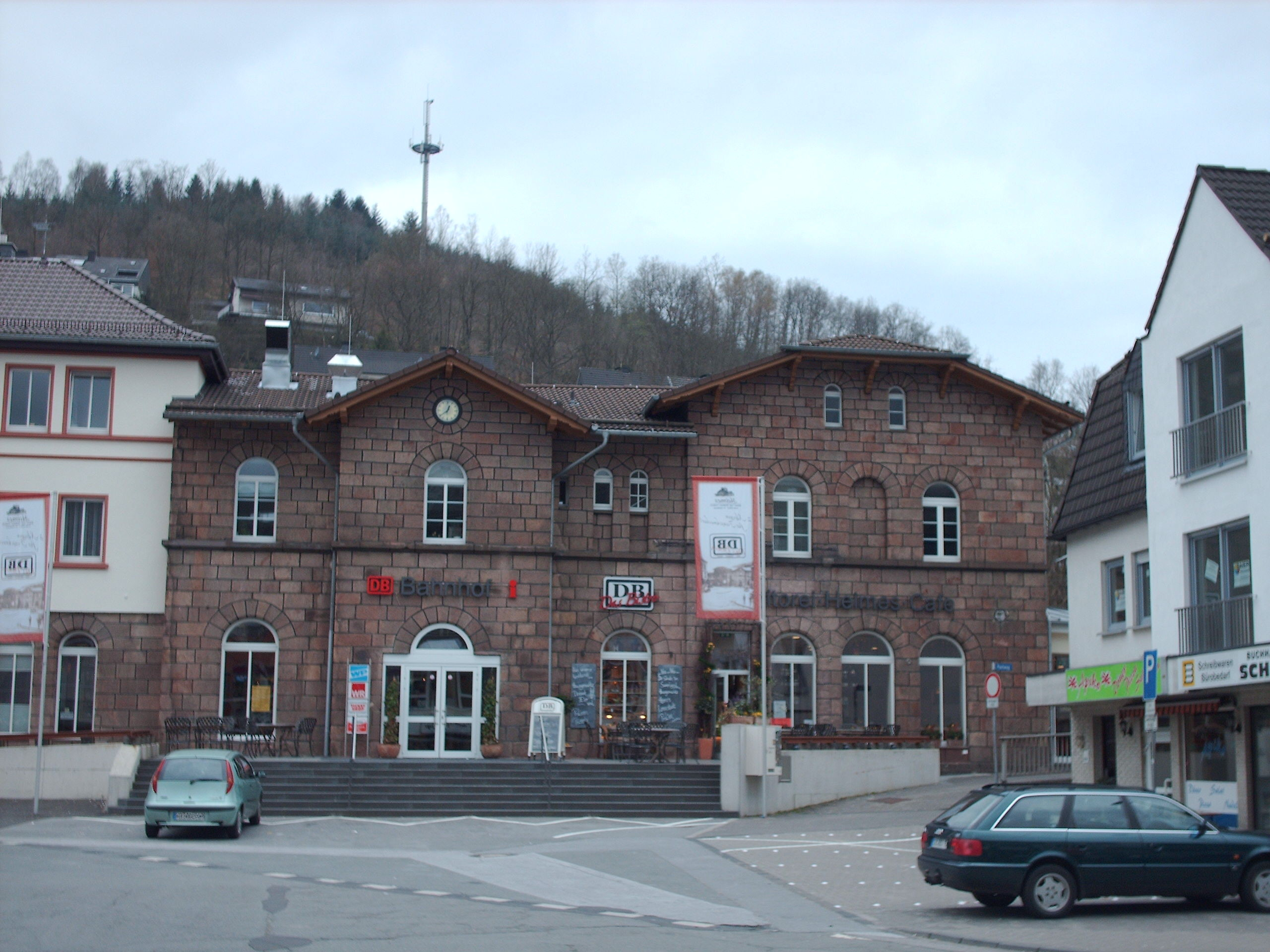
アルテンフンデム駅

レネシュタットは、ハーゲンからジーゲンに至る鉄道ルール＝ジーク線沿いに位置しており、レネシュタット＝アルテンフンデム駅、レネシュタット＝グレーヴェンブリュック駅、レネシュタット＝メッゲン駅がある。
1944年までは、アルテンフンデム - ビルケルバッハ線によってエルンテブリュックまで鉄道がつながっていたが、戦争の進行に伴い退却するドイツ国防軍によって橋が爆破された。トンネル部分は一部が遺されている。ヴェンホルトハウゼンまでの区間は、1960年代半ばまで利用されていた。当時アルテンフンデムは鉄道村とされていた。
グレーヴェンブリュック駅から、かつては2本のトロリーバス路線が運行していた。1903年から190年まで運行していた採石場行きのカルクバーン・グレーヴェンブリュックと、1904年から1916年まで運行していたキルヒファイシェーデ行きのファイシェーデタールバーンである。
現在は VWS および BRS のバス路線が、キルヒフンデム、オルペ、ヒルヒェンバッハ、フィネントロプ、シュマレンベルク、メシェデ、アッテンドルンへ運行されている。
ノルトライン＝ヴェストファーレン州のバス・鉄道愛好会は、アルテンフンデムの駅を「ハイカーの駅 2012」に選び、表彰した。鉄道やハイキングの愛好家の100以上の提案の中から、2007年/08年に改築されたこの駅が勝利した。評価されたポイントは、良く整備され標識が取り付けられた遊歩道とレストランとの組み合わせであった。アルテンフンデム駅は2013年に、南ヴェストファーレンの駅としては初めて、ドイツ交通クラブによって「利用客に優しい駅」の称号を授与された。

#### 個人向け交通
連邦道 連邦道 55 (ドイツ)、B236号線、B517号線が市内を通っている。最寄りのアウトバーンのインターチェンジは、グレーヴェンブリュックから約 15 km 離れたオルペにあるアウトバーン A4/A45号線のインターチェンジである。
B55号線は、メシェデから南向きにエーディンゲン、オーバーエルスペ、エルスペ、グレーヴェンブリュック、ボンツェル、ビルシュタイン、キルヒファイシェーデを通っている。一方、B236号線は B55号線と交差した後、グレーヴェンブリュックの近くでレネ川を渡り、キッケンバッハ、ランゲナイ、ザールハウゼンを経由してシュマレンベルク方面へ通じている。

#### 自転車
レネシュタットは、NRW 自転車交通網に接続しており、カーラー・アステンのレネ川水源からホーエンジーブルクのレネ川河口までをたどるレネルート沿いに位置している。ザウアーラントラートリングの供用開始により、自転車道路網のさらなる拡張がなされた。この周回自転車道は、全長 84 km で、フィネントロプからエスローエ、シュマレンベルク、レネシュタット＝アルテンフンデムを経由して再びフィネントロプに至る。このルートは主に古い鉄道の軌道を利用しているため、所々の勾配が緩やかである。シュテルメッケからザールハウゼン、ランゲナイ、キッケンバッハを経由してアルテンフンデムまでのレネシュタット市を通る区間は B236号線の近くを通っている。
全長約 24 km のやや短い自転車道「ルント・ウムス・ファイシェーデタール」（ファイシェーデタール周辺ルート）は、グレーヴェンブリュックからボンツェルやビルシュタインを通ってキルヒファイシェーデに至る区間が市内を通っている。
近年の道路建設政策の一環として、レネシュタットの地区内の自転車道網も拡張・整備された。エーディンゲンからオーバーエルスペやエルスペを通ってトロッケンブリュックまでの区間と、そこから曲がってレネ川沿いにメッゲンおよびアルテンフンデムまでの区間は、小さな隙間道が自転車道に指定された。

#### 航空
レネシュタット市内には小さな飛行場がある。有視界飛行方式による離着陸が可能な最寄りの飛行場が、アッテンドルン＝フィネントロプ飛行場とシュマレンベルク＝レネフェルト飛行場である。最寄りの空港は約 40 km（直線距離）南に位置するジーガーラント空港である。

### プロジェクト・レネシーネ

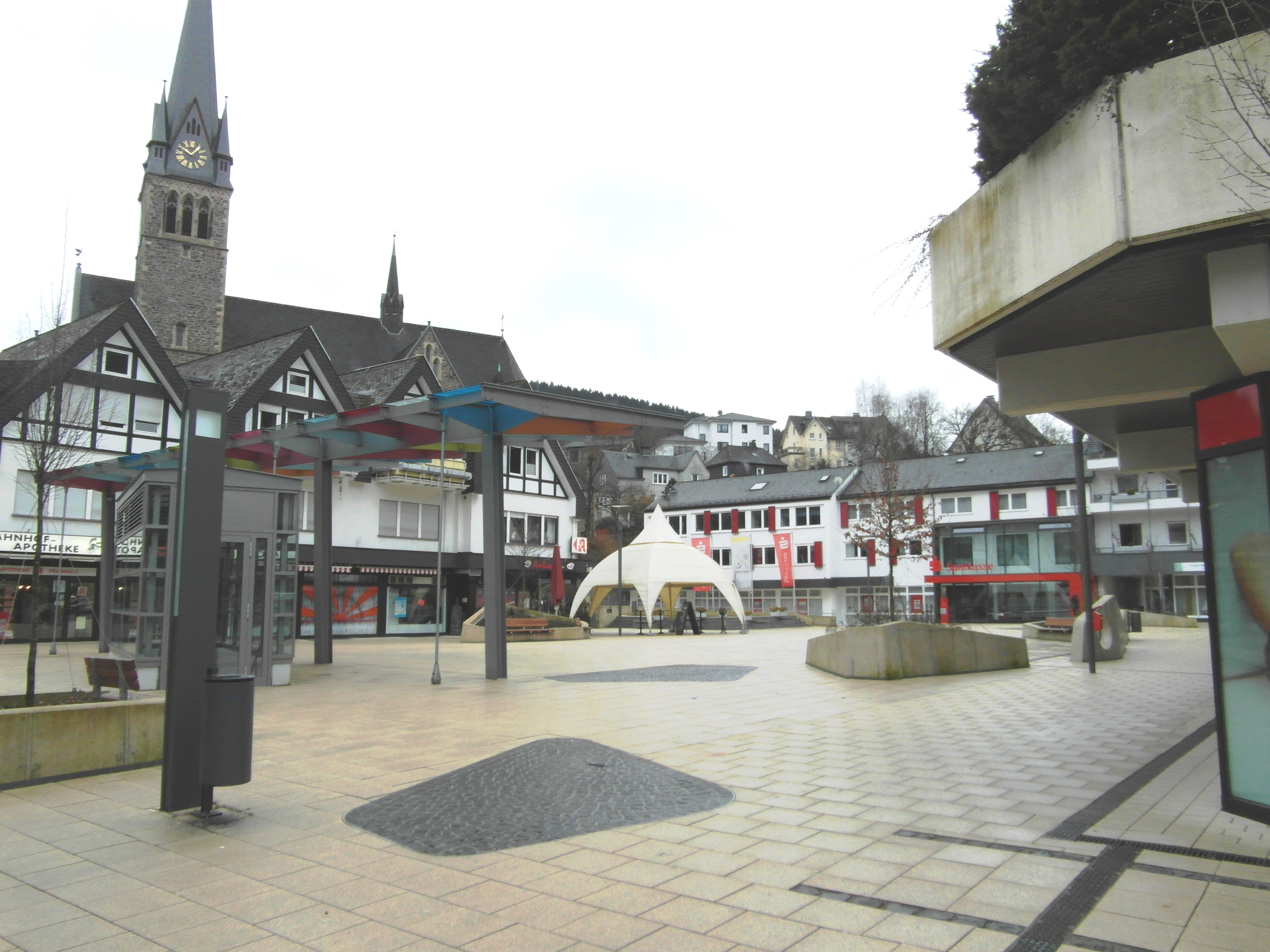
プロジェクト・レネシーネによって整備されたアルテンフンデムのマルクト広場

振興プログラム「レギオナーレ 2013 南ヴェストファーレン」に伴い、レネシュタットは、レネ川や鉄道で互いに結ばれている他の7市町村（イーザーローン、アルテナ、フィネントロプ、シュマレンベルクほか）とともにプロジェクト「レネシーネ」に参加している。川と鉄道、地形、集落、工業や交通が引き起こす問題が多くの場所で見られている。このプロジェクトの目標は、レネ川の流れを再び活気ある生活軸とし、これにより住民の生活の質を向上させることにある。8自治体によるプロジェクト・レネシーネは2010年7月の共同議会で発足した。合わせて84の施策からなる13の計画を2013年までに実施する予定であった。レネシュタット地域では、メッゲン地区のザウアーラントピラミッド周辺の庭園整備、アルテンフンデムのマルクト広場の再開発、ザールハウゼンのヴィタールパークの建設がなされた。レネシュタットにおけるプロジェクトは2017年9月末に完結した。このプロジェクトは、「レネシーネ 2.0」として引き継がれた。

### 統合された自治体の発展コンセプト
近年レネシュタットの集落における生活環境が損なわれつつある。これは、小売業、農業、銀行と貯蓄銀行、学校、教会、医療などの分野で顕在化している。レネシュタット市はこれまで数年内に生活の質を改善するために様々な挑戦を行ってきた。「統合された自治体の発展コンセプト」に基づき、初めに現状の分析が計画されている。ここから、第3段階で実施されるモデルの開発につながる。このモデルにはプロジェクトの理想についての定義も含まれる。住民たちはアンケート調査を介して、2018年11月/12月に完了する計画プロセスに参加している。

### メディア
「ヴェストファーレンポスト」と「ヴェストフェリシェ・ルントシャウ」は、レネシュタットにそれぞれの編集局を有しており、そこで日刊紙を刊行している。さらに水曜日と日曜日にコマーシャルペーパーの「ザウアーラントクリアー」と「ザウアーレンダー・ヴォーヒェンアンツァイガー」が刊行されている。
レネシュタットは、西部ドイツ放送 (WDR) ジーゲン・スタジオの放送エリアに属している。南ザウアーラントのニュースは WDR 2 および「ロカールツァイト」（WDRテレビ）で放送される。

### 教育

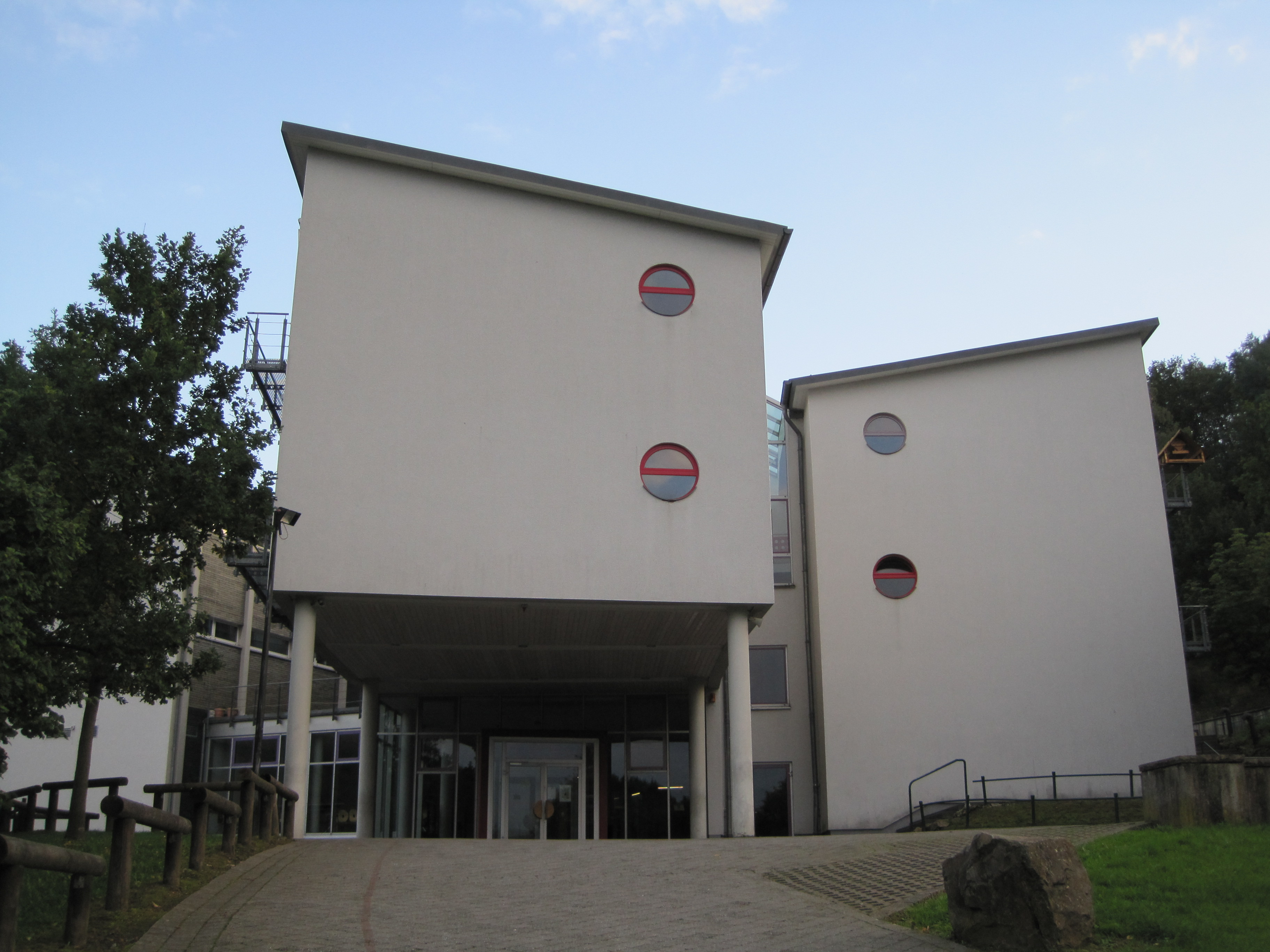
レネシュタット市立ギムナジウム

ホーエ・ブラハトの近くに修道院及びギムナジウム・マリア・ケーニギンがある。1957年から1959年に建設された修道院に1967年に設けられたギムナジウムである。
2016年10月半ば時点で、レネシュタットには11校の学校がある（かっこ内は学生数である）。このうち基礎課程学校が5校（914人）、養護学校 1校（134人）、本課程学校 1校（138人）、実科学校 2校（621人）、ギムナジウムが2校（1594人）である。これに加えてオルペ郡の職業補習高等専門学校の分校がある。
成人教育では、オルペ郡の市民大学がレネシュタットに分校を有している。
2014/15年の学年から、レネシュタット市とキルヒフンデムとの共同のゼクンダーシューレが設けられた。この新しいゼクンダーシューレはそれまでのメッゲン本課程学校とキルヒフンデム本課程学校およびメッゲン実科学校を引き継ぐもので、これらの学校は廃止された。ゼクンダーシューレのデータは、上記の学生数には含まれていない。

## 人物

### 出身者

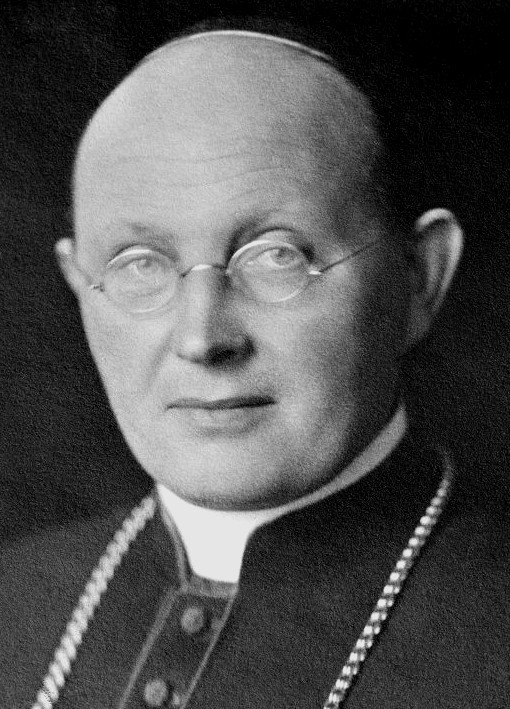
カール・ヨーゼフ・シュルテ

- カール・ヨーゼフ・シュルテ（ドイツ語版、英語版）（1871年 - 1941年）パーダーボルン司教（ドイツ語版、英語版）（1910年 - 1920年）、ケルン大司教（ドイツ語版、英語版）（1920年 - 1941年）
- ヘルトムート・シュルテ（1957年 - ）サッカー指導者
- ユリアン・シャウエルテ（ドイツ語版、英語版）（1988年 − ）サッカー選手

## 文献

### 引用文献
- Günther Becker; Hans Mieles (1975). “Bilstein unter der Herrschaft Kurkölns”. Bilstein – Land Burg und Ort -, Beiträge zur Geschichte des Raumes Lennestadt und der ehemaligen Herrschaft Bilstein. Lennestadt
- Willi Mue (1984). Der große Kessel. Eine Dokumentation über das Ende des Zweiten Weltkrieges zwischen Lippe und Ruhr/Sieg und Lenne. Erwitte. ISBN 978-3-9800968-0-5
- Wilhelm von Spreckelsen; Wolf-Jochen Vesper (2004). Blazing Skies - Die Geschichte der Flugabwehrraketentruppe der Luftwaffe. Oldenburg: Isensee Verlag. ISBN 978-3-89995-054-0
- “Kreis Olpe - Landschaftsplan Nr. 2: Elsper Senke - Lennebergland”.   Kreis Olpe. 2019年1月19日閲覧。

### 関連文献
- Günther Becker, Hans Mieles (1975), Lennestadt (ed.), Bilstein Land, Burg und Ort, Beiträge zur Geschichte des Raumes Lennestadt und der ehemaligen Herrschaft Bilstein - Festbuch zum 750 jährigen Bestehen der Burg Bilstein (ドイツ語)
- Arnold Klein (1994), Katholisches Milieu und Nationalsozialismus, Schriftenreihe des Kreises Olpe Nr. 24 (ドイツ語), Siegen{{citation2}}:  CS1メンテナンス: publisherのないlocation (カテゴリ)
- Günther Becker u. a. (1995), In Lennestadt (ドイツ語), ISBN 978-3-930624-04-1
- Otto Höffer, Ralf Breer (1999), Kirchen und Kapellen in Attendorn, Lennestadt und Kirchhundem (ドイツ語)
- Arbeitsgemeinschaft 1000 Jahre Oedingen e. V., ed. (2000), Eintausend Jahre Stift und Dorf Oedingen, Chronik des Ortes (ドイツ語), Hachenburg{{citation2}}:  CS1メンテナンス: 数字を含む名前/editor (カテゴリ)
- Kreis Olpe, ed. (2006), Landschaftsplan Elsper Senke - Lennebergland. Nr. 2 (ドイツ語)
- Stadtmarketing Lennestadt e. V., ed. (2008), Lennestadt - Ein Platz zum Leben (ドイツ語)
- Stadt Lennestadt, ed. (2009), Rathausreport - Sonderausgabe 40 Jahre Lennestadt (ドイツ語) (3. ed.)

## 訳注
1. ↑  ノルディック長距離スキー用の溝が切られたコース
2. ↑  総購買力に占める地元での消費の割合
3. ↑  ドイツ語: Sparkasse、日本の信用金庫にあたる。